# السياحة في العراق
السياحة من أهم روافد اقتصاد العراق وذلك بسبب إحتواء العراق عددا من المواقع الأثرية والسياحية والمساجد والأضرحة والمراقدَ الدينية.

## تاريخ السياحة في العراق
في عام 1973 وفد إلى العراق 500 ألف سائح أجنبي، كانت تُشكِّل نسبتهم 25% مقابل نسبة السياحة الداخلية. حيث أكد تقرير لصحيفة «الميل ديل» إن العراق كان يمثل وجهة مشهورة جدا للسياح من بلدان مختلفة كاليابان وفرنسا وألمانيا وبريطانيا. في عام 1989 بلغ عدد الفنادق 1906 فندق في عموم العراق تتمكن من استيعاب حوالي 5 ملايين سائح. ولكن في التسعينيات سجلت السياحة انخفاضاً بسب الحروب والحصار الاقتصادي على العراق، حيث أكدت التقارير وصول 15 ألف سائح أجنبي فقط في عام 1997. بعد عام 2003 انتعشت السياحة الدينية في العراق، ففي عام 2010 دخل أكثر من 1.5 مليون سائح إلى العراق شكّل الإيرانيون ما نسبته 88% منهم. حيث اقتصرت زياراتهم بشكل رئيسي على مدن كربلاء والنجف وبغداد وسامراء. بعد عام 2014 انخفض عدد السياح الوافدين للعراق بسبب سيطرة داعش على بعض المحافظات. 

## السياحة الدينية
تزدهر السياحة الدينية في العراق نظراً لوجود مراقد عدد من الأئمة لدى المسلمين الشيعة والسنة بشكل عام من أبرزها
- ضريح الإمام علي بن أبي طالب في النجف
- ضريح الإمام الحسين في الروضة الحسينية وأخيه العباس في العتبة العباسية في كربلاء.
- ضريح الإمامين موسى الكاظم ومحمد الجواد في الكاظمية ببغداد.
- ضريح الإمامين علي الهادي والحسن العسكري في سامراء.
- ضريح محمد بن علي الهادي في مدينة بلد.
- ضريح الإمام أبو حنيفة النعمان في بغداد.
- ضريح الشيخ عبد القادر الكيلاني في بغداد.
- ضريح الصحابي سلمان المحمدي في منطقة المدائن قرب بغداد.
- ضريح الصحابي حذيفة بن اليمان في المدائن.
- مقام الامام المهدي في كربلاء.
- ضريح عبد الله بن علي الهادي (ابن الامام الهادي) في البصرة.
- ضريح الصحابي الجليل الزبير بن العوام وطلحة بن عبيد الله في البصرة.
- ضريح الإمام القاسم بن موسى الكاظم، أخو الإمام علي الرضا في محافظة بابل.
- ضريح الإمام زيد بن علي في محافظة بابل.
- ضريح ابن الإمام الكاظم الملقب (زيد النار) في الديوانية.
- ضريح المقداد السيوري وهو أبو عبد الله الشيخ جمال الدين المقداد بن عبد الله بن محمد بن الحسين بن محمد الأسدي السيوري الحلي، كان عالماً متكلماً محققاً ويقع مرقده في ناحية المقدادية بديالى.
- ضريح الحاج يوسف ويعود نسبه إلى الإمام الحسن بن علي بن أبي طالب، ويقع مرقده في منطقة النقيب بديالى والتي تبعد (80) كم عن مركز المحافظة على مرتفع ترابي.
- ضريح أبو الجاسم وهو محمد بن علي بن إبراهيم بن محمد العابد بن الإمام موسى الكاظم المعروف لدى العامة ب (أبو الجاسم) ويقع مرقده في ناحية خرنابات بديالى والتي تبعد عن مركز المحافظة ب (10) كم.
- ضريح فخرية بنت الحسن وهي فخرية بنت الحسن، ويقع مرقدها على بعد 1 كم عن قضاء الخالص بديالى والذي يبعد عن مركز المدينة (17) كم.
- ضريح السيد عبد الله بن علي بن ابي طالب وهو عبد الله بن علي بن ابي طالب بن عبد المطلب بن هاشم بن عبد مناف بن قصي القرشي الهاشمي العلوي وامه ليلى بنت مسعود بن خالد. وقتل في اوائل شهر رمضان سنة 67 هجريه بمؤامرة، ومرقده بالبصرة.
- ضريح ثروان بن الحسن وهو السيد ثروان بن القاسم بن الحسن بن علي بن عبد الرحمن بن القاسم بن الحسن بن زيد بن الحسن المجتبى بن علي بن أبي طالب. ويقع مرقده في شمال محافظة البصرة بقضاء المدينة ناحية الإمام الصادق.
- ضريح النبي جرجيس في الموصل.
- ضريح أحمد بن عيسى بن زيد بن علي بن الحسين ويكنّى أبا عبد الله. وأمه عاتكة بنت الفضل بن عبد الرحمان بن العباس بن ربيعة بن الحارث عبد المطلب. وكان عالما مقدما في أهله، معروفا. وقد كتب الحديث، ومرقده بالبصرة.
- ضريح حبيب بن مظاهر الأسدي وكان من القادة الذين نزلوا الكوفة وكان على مسيرة الامام الحسين، وقد استشهد في معركة الطف مع أصحاب الإمام الحسين، وله ضريح مصنوع من الفضة في الرواق الجنوبي لضريح الحسين بكربلاء.
- ضريح كميل بن زياد النخعي ويقع مرقده في منطقة (التوية) وتعني التل العالي ويكون باتجاه الكوفة من النجف ويسمى حاليا (كميل).
- جامع النبي شيت استظهر قبر النبي شيت عام 1057 هجري ثم تم بناء مرقد للنبي شيت ثم عمر بجانب المرقد جامع للصلاة سمي جامع النبي شيت عام 1206 وفيه غرفة مثمنة للدراسة لا تزال إلى الوقت الحاضر
- ضريح الصحابي الشهيد زيد بن صوحان العبدي وهو زيد بن صوحان، من أصحاب الإمام علي بن أبي طالب، وقُتل في معركة الجمل ودُفن في أرض المعركة بالبصرة.
- ضريح السيد إبراهيم المجاب بن محمد العابد بن الإمام موسى الكاظم ويعرف بالمجاب وذلك لحادثة مشهورة والضريح مصنوع من البرونز وهو موجود في داخل الروضة الحسينية بكربلاء.
- ضريح مسلم بن عقيل بن أبي طالب ويقع مرقده بجانب مسجد الكوفة بالنجف، وهو أول شهيد أرسله الإمام الحسين إلى الكوفة بعد أن طالبوه بالمجيء إليهم، وقُتل بالكوفة سنة (60هـ) بأمر من والي الامويين عبيد الله بن زياد.
- ضريح هاني بن عروة المرادي المذحجي ويقع مرقده بجانب مسجد الكوفة ومقابل مرقد مسلم بن عقيل، قُتل في الكوفة سنة (60هـ)، قُتل بأمر من عبيد الله بن زياد.
- ضريح المختار الثقفي وهو المختار بن عبيدة الثقفي قام بثورة في الكوفة لأخذ بثأر الحسين من الأشخاص الذين قتلوه، وقبره في مسجد الكوفة بجانب مرقد مسلم بن عقيل والملحق لمسجد الكوفة.
- ضريح الصحابي ميثم التمار وهو ميثم بن يحيى التمار مولى بني أسد، وهو عالم فاضل وأحد أصحاب الإمام علي بن أبي طالب، قُتل في الكوفة سنة (60هـ)، وقتله عبيد الله بن زياد، ويقع الضريح غرب مسجد الكوفة بالنجف محاذيا للشارع العام شارع (كوفة-نجف)
- ضريح السيد إبراهيم الغمر بن الحسن المثنى بن الامام الحسن ويقع في حي كندة بالنجف قرب الشارع العام (نجف-كوفة) وتعلوه قبة زرقاء.
- قبر السيدة خديجة بنت الإمام علي ويقع هذا القبر مقابل مسجد الكوفة، ويقال أنه في زمن الإمام علي توفيت خديجة وهي طفلة صغيرة، ودُفنت في هذا المكان وشيّدت لها قبة وسياج وحديقة عام (1362هـ - 1942م).

بالإضافة مزارات الأنبياء ومنها:
- دارت في العراق الكثير من روايات الكتب المقدسة، ففي العراق عاش نوح وفيه جرت قصة الطوفان ومنه كانت رحلة إبراهيم إلى الديار المقدسة
- يوجد ضريحا آدم والنبي نوح عليهما السلام في وادي السلام في النجف وضريحا نبي الله هود والنبي صالح عليهما السلام.
- مقام النبي ذي الكفل في الحلة.
- مقاما النبي يونس والنبي شيت في الموصل.
- مقام النبي عزير في العمارة.
- مقام النبي شعيب في القادسية.

## من أهم المدن التي تزدهر فيها السياحة الدينية

### النجف
- مكتبة أمير المؤمنين علي بن أبي طالب (أسسها الشيخ الأميني)، وهناك عشرات المكتبات العامة والشخصية.
- المساجد العريقة في التاريخ والتي كانت مراكز تدريس الحوزات الدينية عبر التاريخ مثل مسجد الهندي ومسجد الطوسي.
- مسجد السهلة ومسجد الحنانة ما بين النجف والكوفة.
- مسجد الكوفة وفي داخله مقام ومنبر الإمام علي بن أبي طالب وكذلك مقاما الشهيدين مسلم بن عقيل وهاني بن عروة ومرسى سفينة نوح.
- بقايا آثار بيت الإمارة.

### الحلة
- مرقد الشريفة العلوية

### الموصل
- مقام النبي يونس
- مقام النبي شيث
- مرقد الإمام سعد بن عقيل (تلعفر)

### كربلاء
- ضريح الإمام الحسين
- ضريح الإمام العباس
- المخيم الحسيني
- الحسينية الطهرانية
- مرقد عون بن عبد الله
- مرقد الحر الرياحي
- مرقد السيد أحمد بن هاشم (منطقة الرحالية)

### البصرة
- جامع خطوة الإمام علي
- جامع المقام
- جامع السيد علي الموسوي
- جامع البصرة الكبير

### سامراء
- مقام الإمام علي الهادي وابنة الحسن العسكري في سامراء
- مقام السيدة نرجس زوجة الإمام الحسن العسكري في سامراء
- مقام غيبة الإمام المهدي في سامراء

### بغداد
ويوجد فيها عدد من المقامات والمساجد والمراقد والتي يقصدها السائحين في كل فصول العام ويوجد فيها
- الروضة الكاظمية: والتي تضم مرقدي الإمامين موسى الكاظم وحفيده الإمام محمد الجواد (عليهم السلام) وبني حول المرقدين مسجد واسع الأطراف وتعلوه الآن قُبتان كبيرتان وأربع منارات مطليٍة بالذهب الخالص وقد أنشئ هذا المسجد عام 1515 م.
- جامع ومرقد الإمام أبو حنيفة النعمان: هذا الجامع يقع في منطقة الأعظمية عند ضريح الإمام أبي حنيفة النعمان بن ثابت الكوفي صاحب المذهب الحنفي الذي دُفن في مقبرة الخيزران ثم أُنشئت حول الضريح بلدة صغيرة عرفت بمحلة الأعظمية وجدد البناء شرف الملك أبو سعيد الخوارزمي في عهد الدولة السلجوقية وبنى عليه قبة كبيرة عرف بمشهد أبي حنيفة وبنى بجواره أيضا مدرسة للحنفية ثم أصاب هذا البناء الهدم والتغيير مرارا وجدد عمارته السلاطين والولاة في عهد الدولة العثمانية.
- جامع براثا: وهو من العتبات والمزارات المعظمة عند كل من المسيحيين والمسلمين على حد سواء ويعد من أقدم جوامع بغداد في تاريخ الإسلام حتى قبل تأسيس بغداد في عهد الدولة العباسية بقرن وثمانية أعوام وفي الرواية أن براثا كانت ديراً من أديرة النصارى يعتكف فيه راهب يُدعى حبار وقد اسلم وانتقل مع الإمام علي بن أبي طالب إلى مركز الخلافة الإسلامية في مدينة الكوفة وتحوّل الدير إلى مسجد ظلَّ معروفا باسم جامع براثا ولقد كان ذلك عند مرور الإمام علي بهذا المكان عام 37 هـ وإقامته فيه أربعة أيام وذلك لدى عودته من واقعة النهروان وقد اقتلع بيده المباركة من موضع فيه صخرة صماء سوداء اللون فنبع من مكانها ماء استحال فيما بعد إلى بئر ولا يزال الناس إلى يومنا يستشفون به وبالصخرة ذاتها بواسطة أخذ الماء من البئر وسكبه في نقرة وجدت عل وجه تلك الصخرة كمثل إناء ومن ثم غرفه وسقي المرضى والأطفال الذين يتأخر نطقهم فيرجى شفاؤهم ثم يشفون وتنحل عقد ألسنتهم إذا ما شربوا من ذلك الماء ببركة تلك الصخرة ولذلك كان هذا المسجد من المساجد المهمة في بغداد والعراق ككل.
- جامع ومرقد الشيخ عبد القادر الكيلاني: ويضم مرقد الشيخ عبد القادر الكيلاني ويقع في المحلة المعروفة اليوم بباب الشيخ وكانت تُسمى قديما بمحلة باب الحلبة
- جامع الخلفاء: يقع في منتصف شارع الجمهورية بمنطقة الشورجة، ويمكنك أن تشاهد جامعا حديثا تزينه منارة مئذنة أثرية هي جزء من مسجد دار الخلافة أو جامع القصر، ولقد تم بناء الجامع المذكور على أيدي الخليفة العباسي المكتفي بالله عام (289- 295 هجري/ 902-908 م) أما المنارة الشاخصة اليوم فيه فتعود لعهد التتار حيث بُنيت في عهد تيمورلنك عــام (678 هجري / 1289 م) وترتفع المئذنة إلى 33 م عن سطح الأرض أما قاعدتها فهي بإثني عشر ضلعا بمحيط 20.64 م

## السياحة البيئية
تنتشر السياحة البيئية على ضفاف نهري دجلة والفرات وفي شمال العراق متمثلة بالشلالات والجبال والمصايف وكذلك في أهوار العراق وتعتبر مصايف أربيل من أجمل مناطق العراق ويكثر فيها السواح في فصل الصيف وأيضاً مصايف السليمانية ودهوك أما قائمة أهوار العراق فتنحصر السياحة فيها على فصل الشتاء بسبب ارتفاع دجات الحرارة فيها خلاله ومن أهم الأهوار هور الحمار وهور الحويزة وتوجد أيضاً البحيرات التي تشكل مناطق سياحية جميلة يقصدها السياح خلال مختلف فصول السنة للاستمتاع بمناظرها وطبيعتها مثل بحيرة الحبانية وبحيرة الرزازة.

### نينوى
تلقب الموصل مركز محافظة نينوى محليا ب«أم الربيعين» وذلك لاعتدال أجوائها معظم السنة بما يشبه الربيع وتعتبر أحد أهم وجهات السياحة الداخلية وتحوي العديد من الاماكن منها:

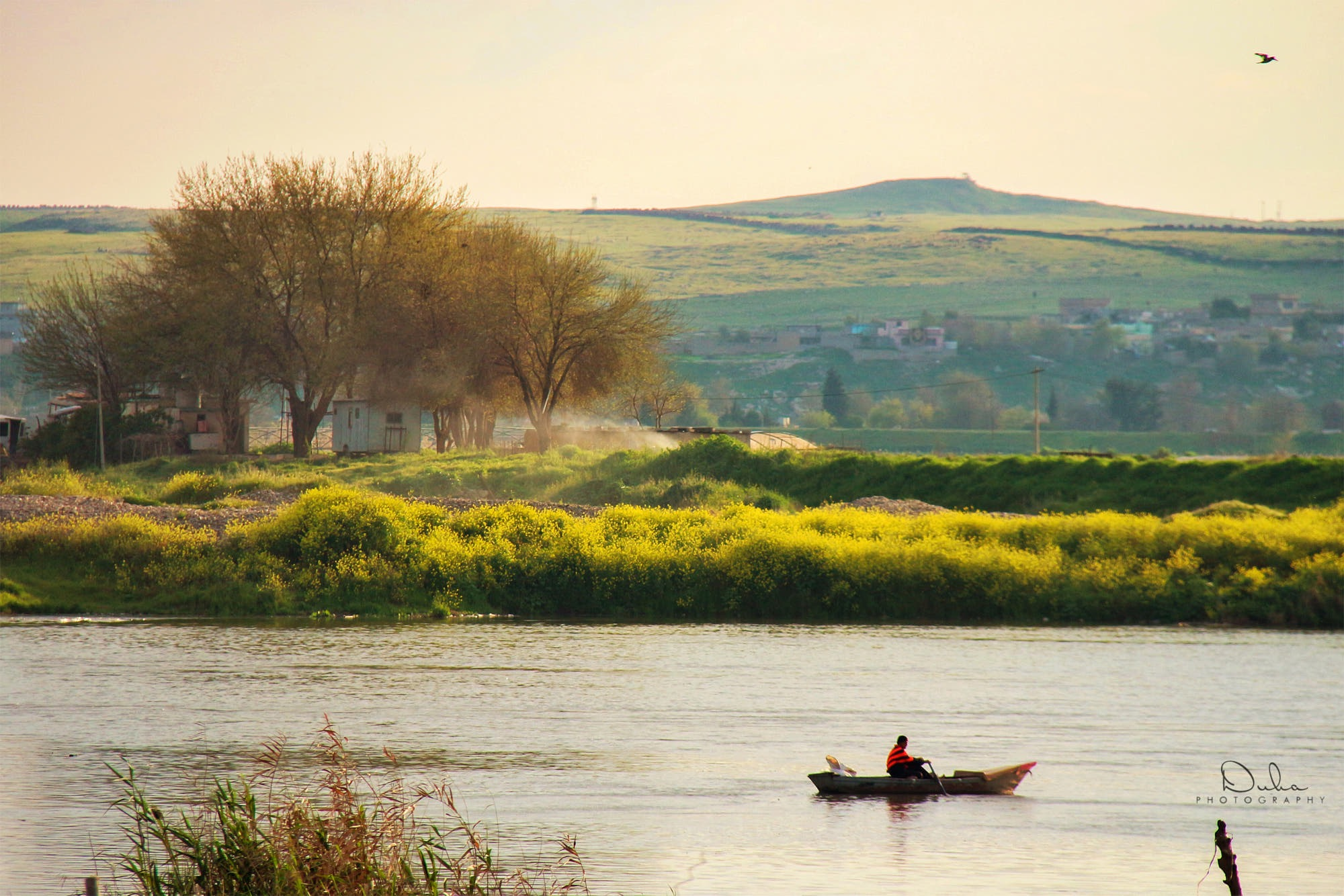
نهر دجلة في ريف الموصل

- غابات الموصل
- غابات الفاضلية
- غابات تلعفر
- بحيرة سد الموصل
- الجزيرة السياحية على نهر دجلة
- ريف الحضر

### أربيل

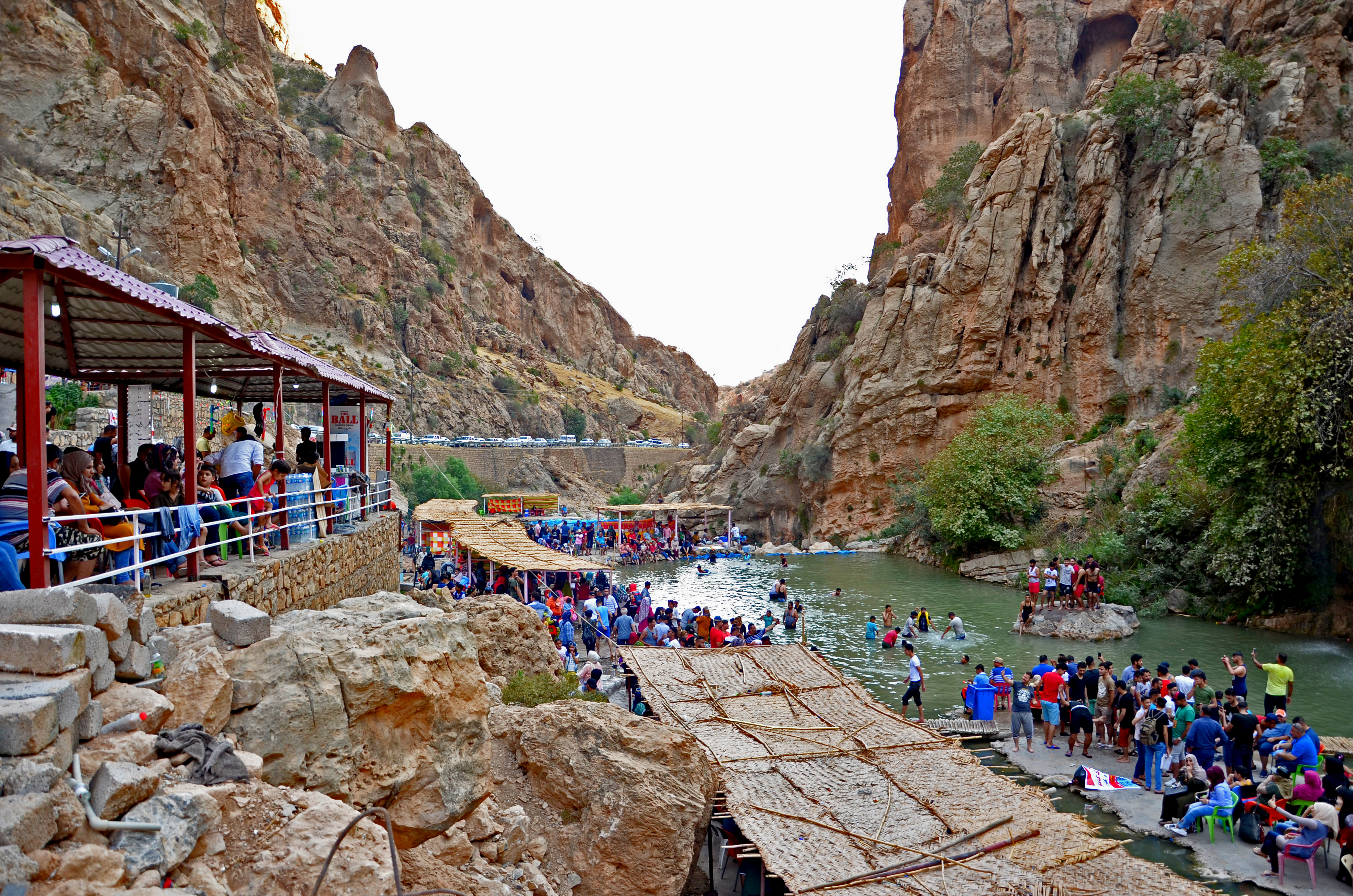
أحد مصايف أربيل

من أبرز المدن التي تزدهر فيها السياحة البيئية هي مدينة أربيل شمال العراق والتي يقصدها السواح من أنحاء العراق وخارجه أيضاً في فصل الصيف بسبب اعتدال درجات الحرارة ووجود الشلالات والجبال والمصايف ومن أبرزها
- شلال كلي علي بك: وهو عبارة عن شق طوله 10 كم في ممر بين جبلي كورك ونواذنين ويبعد 60 كم عن مصيف شقلاوة ويبلغ ارتفاع شلاله 800 م عن مستوى سطح البحر وأقصى درجات الحرارة فيه 38 درجة مئوية
- شلالات بيخال: تقع هذه الشلالات في محافظة أربيل وتعتبر واحدة من أجمل المواقع السياحية في العراق وتتميز بشلالاتها وجمال مناظرها الطبيعية وبرودة مياهها وأشجارها وتبتعد هذه الشلالات 10 كم عن مدينة راوندوز
- مصيف شقلاوة: يبعد 18 كم عن مصيف صلاح الدين ويرتفع 966 م عن سطح البحر وأقصى درجات الحرارة فيه صيفا 35 درجة مئوية
- كهف شانيدار: ويقع في منطقة شانيدار إلى اليسار من كلي علي بك وهو أوسع كهف في شمال العراق وقد عُثر في هذا الكهف على هياكل عظمية لإنسان النياندرتال
- مصيف حاج عمران: ويقع على الحدود العراق الشمالية الشرقية وإلى الشرق من جبل حصاروست، يبعد 69 كم عن شلال كلي علي بك ويبلغ ارتفاعه 170 م عن مستوى سطح البحر وتبلغ أقصى درجات الحرارة فيه 28 درجة مئوية خلال النهار
- مصيف جنديان: يبعد 15 كم عن قرية خليفان على الطريق الرئيس بين سوران وجومان وعد (112) كم عن أربيل وخمسة كيلومترات عن سوران وهو من المصايف المشهورة في أربيل. يشتهر بعين ماء سحرية يتدفق منها الماء بقوة في أغلب فصول العام ويجف في الخريف
- مصيف جناروك.

### دهوك

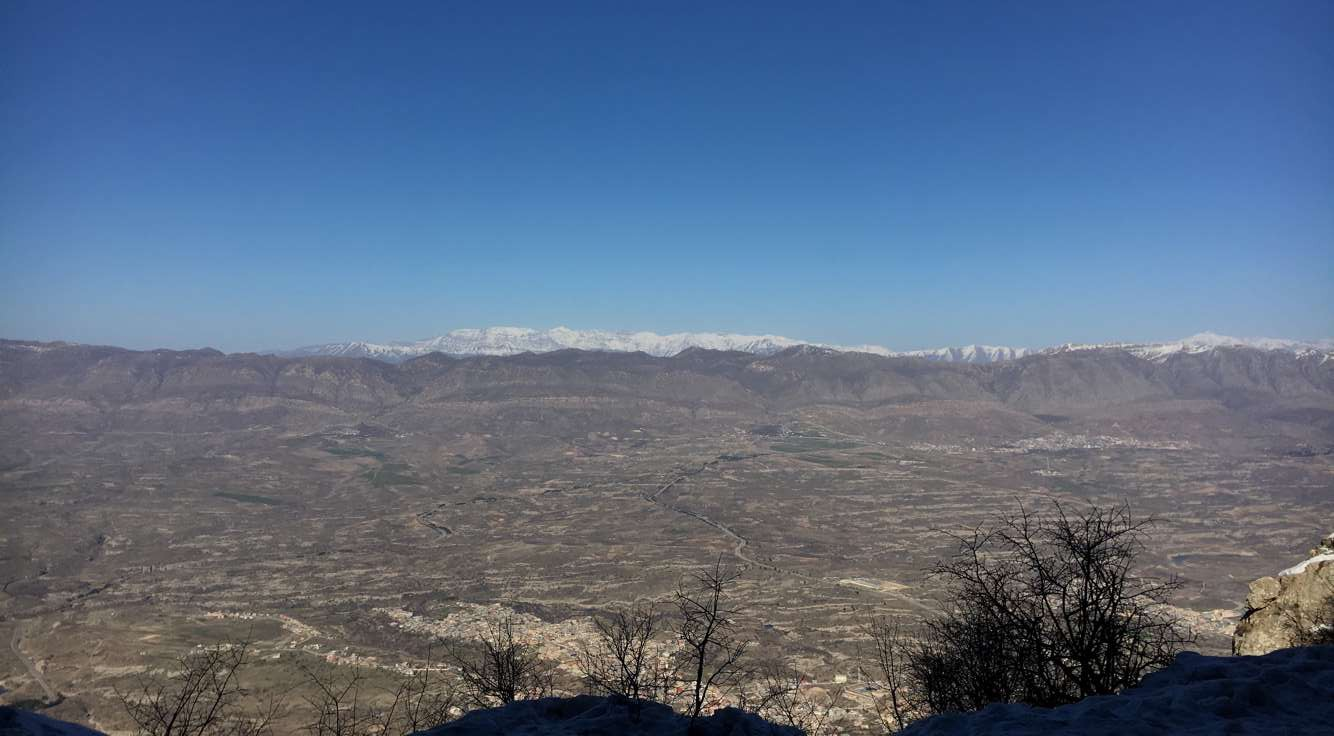
كهف في محافظة دهوك

لاحتواءها على المصايف المتعددة والشلالات فقد ازدهرت السياحة البيئية في محافظة دهوك
- مصيف زاويته: يبعد هذا المصيف 17 كم عن مدينة دهوك وبنحو 90 كم عن مدينة الموصل وبرتفع 885 م عن سطح البحر وأقصى درجة للحرارة فيه صيفا 38 درجة مئوية ويمتاز بأشجار الصنوبر العالية
- مصيف سواره توكا: يبعد بمسافة 22 كم عن مصيف زاويته وبنحو 112 كم عن مدينة الموصل ويرتفع عن سطح البحر ب (1507) م وأقصى درجات الحرارة فيه صيفا 33 درجة مئوية ويمتاز بأشجار الاسفندار والسرو
- مصيف سرسنك: يبعد عن مدينة الموصل بنحو 126 كم ويبلغ ارتفاعه 1046 م عن سطح البحر وأقصى درجة للحرارة فيه صيفا 34 درجة مئوية
- مصيف أشاوة: يبعد 5 كم عن مصيف سرسنك ويمتاز بشلال أشاوة
- مصيف انشكي: يبعد عن مصيف سرسنك 15 كم
- مصيف سولاف: يبعد عن مدينة الموصل بـ (166) كم بطريق مبلط، ويبعد عن العمادية 5 كم ويرتفع 1150 م عن مستوى سطح البحر تصب فيه المياه بهيئة شلالات رائعة عديدة يبلغ ارتفاعه 25 م ويمتاز بكثرة الكهوف وأهمها كهف الصفي البديع الذي تظله أشجار الجوز
- مصيف أرادن: على بعد 144 كم عن الموصل وقريبا من أنشكي يقع هذا المصيف ذو الجو الصحي والمياه الوفيرة والطبيعة الخلابة كلها على ارتفاع 1400 مترا عن سطح البحر
- مصيف العمادية: يبعد عن مصيف سرسنك بنحو 37 كم ويرتفع (1985) م عن سطح البحر

### السليمانية

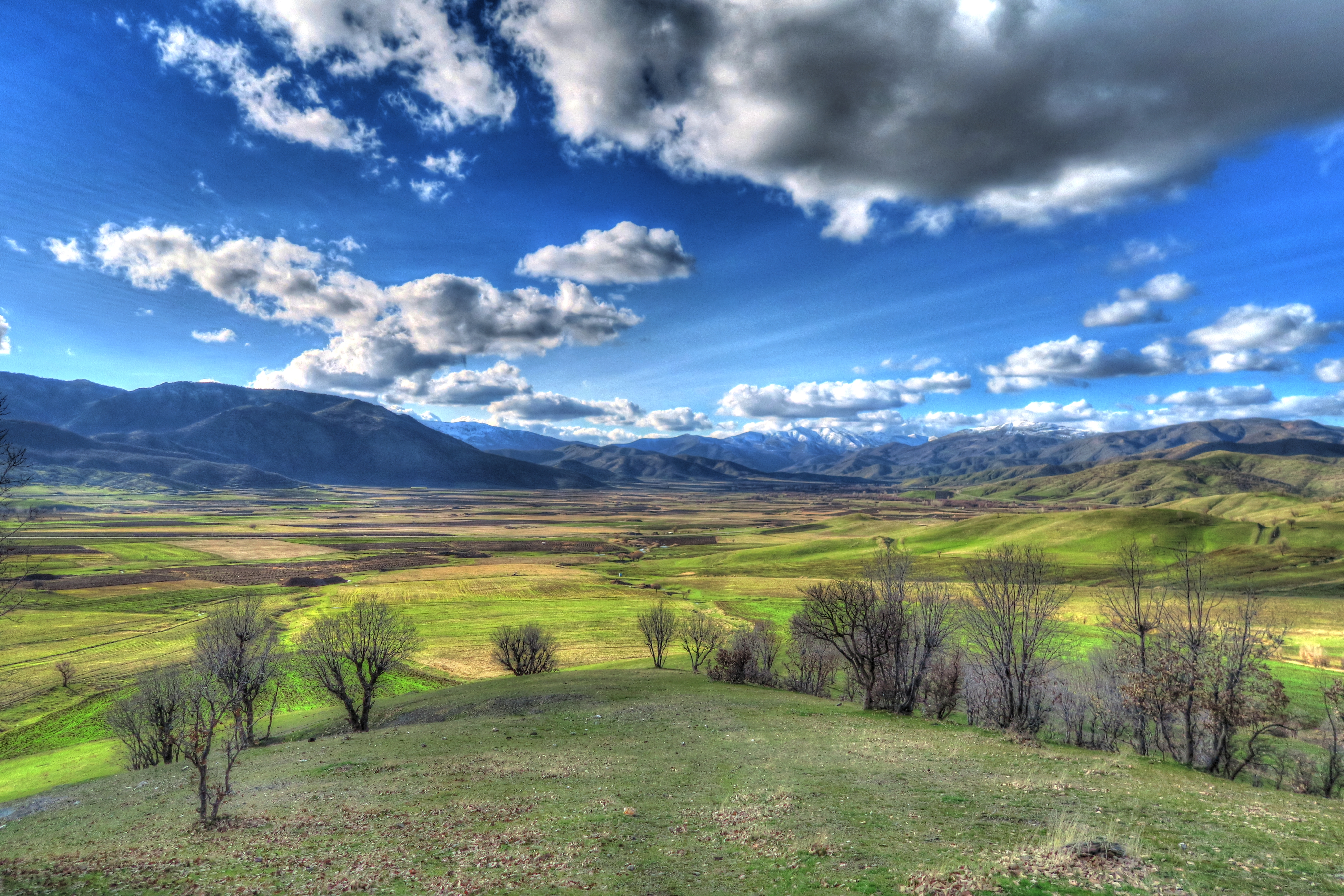
الطبيعة في بنجوين بالسليمانية

كما هو الحال في مدن شمال العراق البقية فان السليمانية تحتل موقعاً مهما في السياحة البيئية حيث يصقدها السواح في الصيف لوجود المصايف والشلالات ومنها
- مصيف سرجنار: يبعد مصيف سرجنار 5 كم عن مركز محافظة السليمانية وتكثر فيه الأشجار الباسقة والمياه الوافرة ومساحات الظلال الواسعة ويوجد في هذا المصيف فندق سرجنار إضافة إلى عدة دور سياحية وفنادق وكازينوهات مُعدّة لاستقبال رواد المصيف وتقديم الخدمات السياحية لهم وكذلك مدن ألعاب ومنتزهات
- بحيرة دوكان: تقع هذه البحيرة على بعد 71 كم عن مدينة السليمانية و141 كم عن مدينة كركوك وقد أُقيمت بالقرب من سد دوكان على نهر الزاب الأسفل ولأجل راحة المصطافين أُنشئ قربها مجمعا سياحيا متكاملا ويتألف من 60 دارا ومطعما واسعا يتسع ل200 شخص وصالة للألعاب وكازينو وسوقا عصريا لتوفير الحاجيات الغذائية وملاعب للكبار والصغار ومسبحا ومرسى للزوارق البخارية للتجول والأستمتاع في بحيرة دوكان
- بحيرة دربندخان: تقع على بعد 65 كم من السليمانية و268 كم من بغداد وتعتبر ممتازة لرياضة الزوارق وبقية الفعاليات السياحية إلا أن السياحة فيها منحسرة بسبب طبيعة المنطقة وعدم الاهتمام بإنشاء المطاعم والمتنزهات والحدائق بالقرب منها
- شلالات أحمد آوى: يقع على بعد 75 كيلومترا إلى أقصى شرق السليمانية محاذيا للحدود الإيرانية ويعتبر نقطة الحدود ما بين العراق وإيران حيث أن المسافة منه إلى الحدود الإيرانية لا تتجاوز النصف ساعة بالسيارة وارتفاعه يفوق ال2000 متر فوق مستوى سطح البحر ويقع المصيف في وسط سلسلة من الجبال الشاهقة الارتفاع ويعتبر من أهم الأماكن السياحية في المدينة

### أهوار جنوب العراق

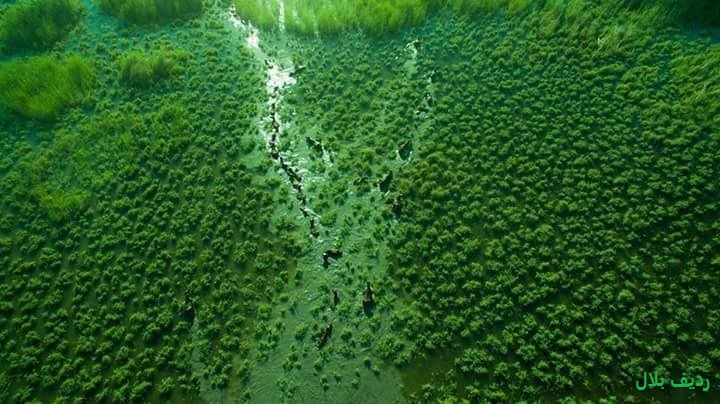
أهوار الجبايش جنوب العراق

تعتبر أهوار العراق أحد أهم الأراضي الرطبة في منطقة الشرق الأوسط والتي تضم مستنقعات وبحيرات ضخمة تعتبر مواقع استراحة وتفقيس لأنواع عديدة من الطيور المهاجرة والأسماك إضافة لوجود حيوانات ثدية في المنطقة بعضها مهدد بالانقراض. تتميز الأهوار بوجود المياه والنباتات وخصوصا القصب والبردي كما يتميز سكان الأهوار بنمط حياتي معيّن يميزهم عن بقية سكان العراق حيث يربّون الجواميس ويبنون بيوتهم من القصب إضافة لامتهانهم مهنة صيد الأسماك. ويعتبر التنوع البيئي في المنطقة أحد أهم العوامل التي قد تشجع على تطوير سياحة إيكولوجية مستقبلا.

## السياحة البحرية
- الخليج العربي

يطل العراق على الخليج العربي بساحل قدره 60 كم في محافظة البصرة يعتبر هذا ساحل مقرا لموانئ العراق التجارية ونفطية لإنة منفذ الوحيد للعراق إلى العالم الخارجي.
- بحيرة ساوة

بحيرة معدنية تقع في محافظة المثنى تعتبر من أهم المناطق السياحية البحرية في جنوب العراق بالإضافة إلى مياهها المعدنية المفيدة لبعض الأمراض فهي بحيرة سياحية طبية.
- بحر النجف

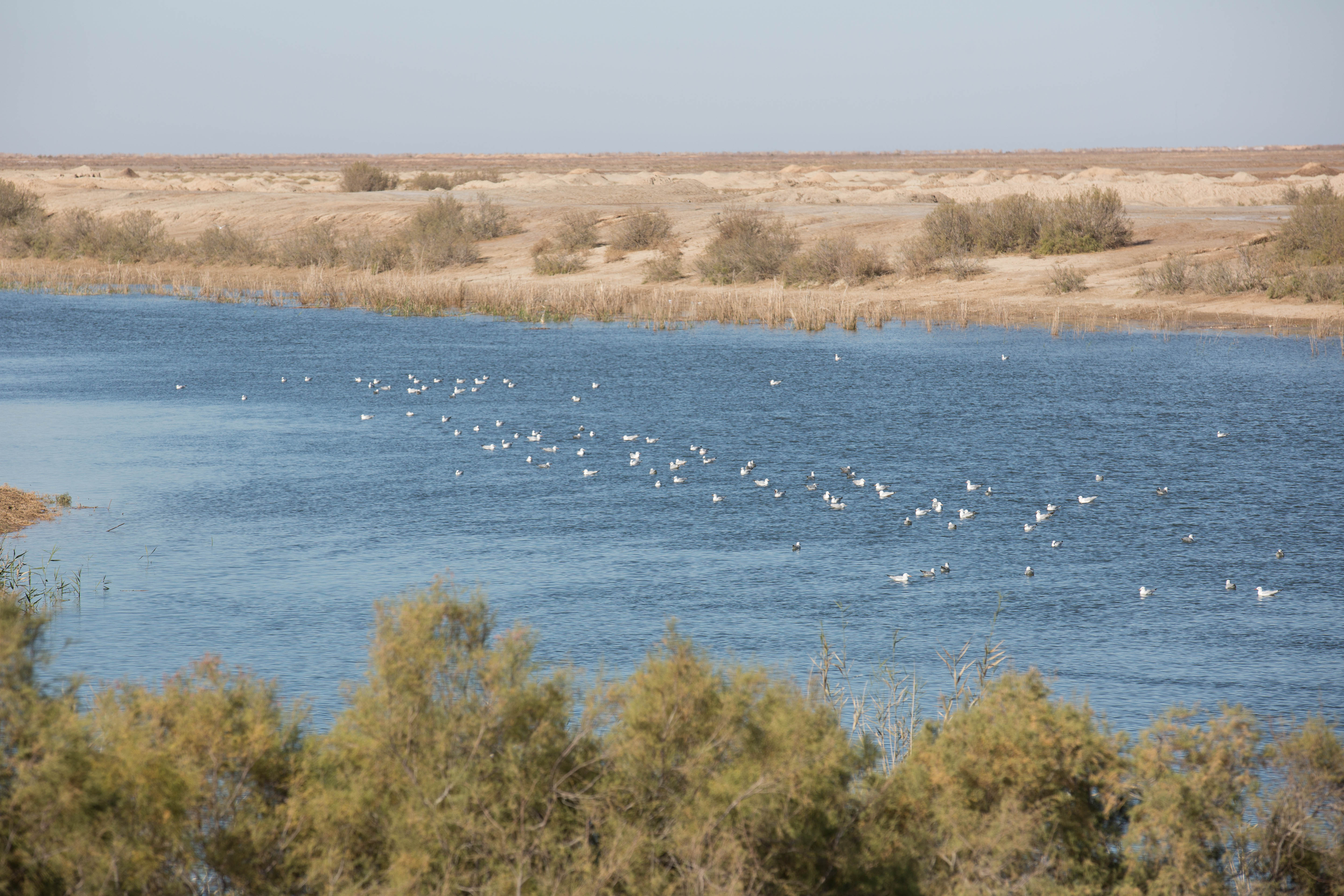
بحيرة ساوة

وهو بحر مغلق اندثر معظمه كان حتى الفترة العباسية متصلا بالخليج العربي يقع في محافظة النجف
- بحيرة الرزازة

تقع هذه البحيرة في محافظة كربلاء وتعتبر من أهم المناطق السياحية في المحافظة
- بحيرة الحبانية

بحيرة ومنتجع سياحي يقع في محافظة الأنبار وتعتبر من أهم المنتجعات السياحية في العراق
- بحيرة الثرثار

بحيرة عذبة ناتجة من مياة نهري دجلة والفرات تقع في محافظتي صلاح الدين والأنبار
- بحيرة دوكان

بحيرة ومنتجع سياحي يقع في محافظة السليمانية وتعتبر من أهم البحيرات في منطقة كردستان العراق.
- بحيرة الدلمج

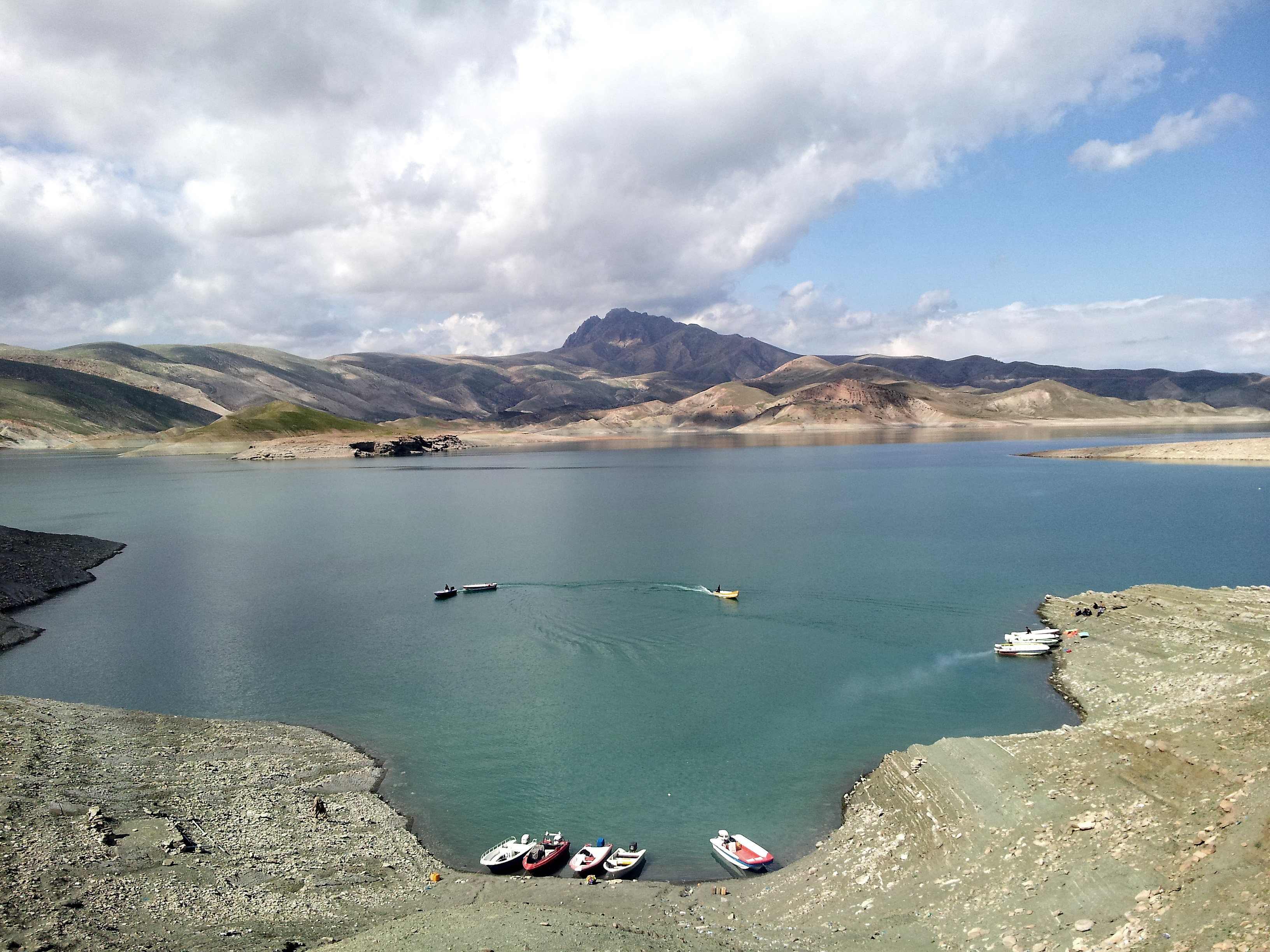
بحيرة دوكان

بحيرة في هور الدلمج تقع بين محافظة الديوانية ومحافظة واسط جنوب العراق.
- بحيرة العظيم

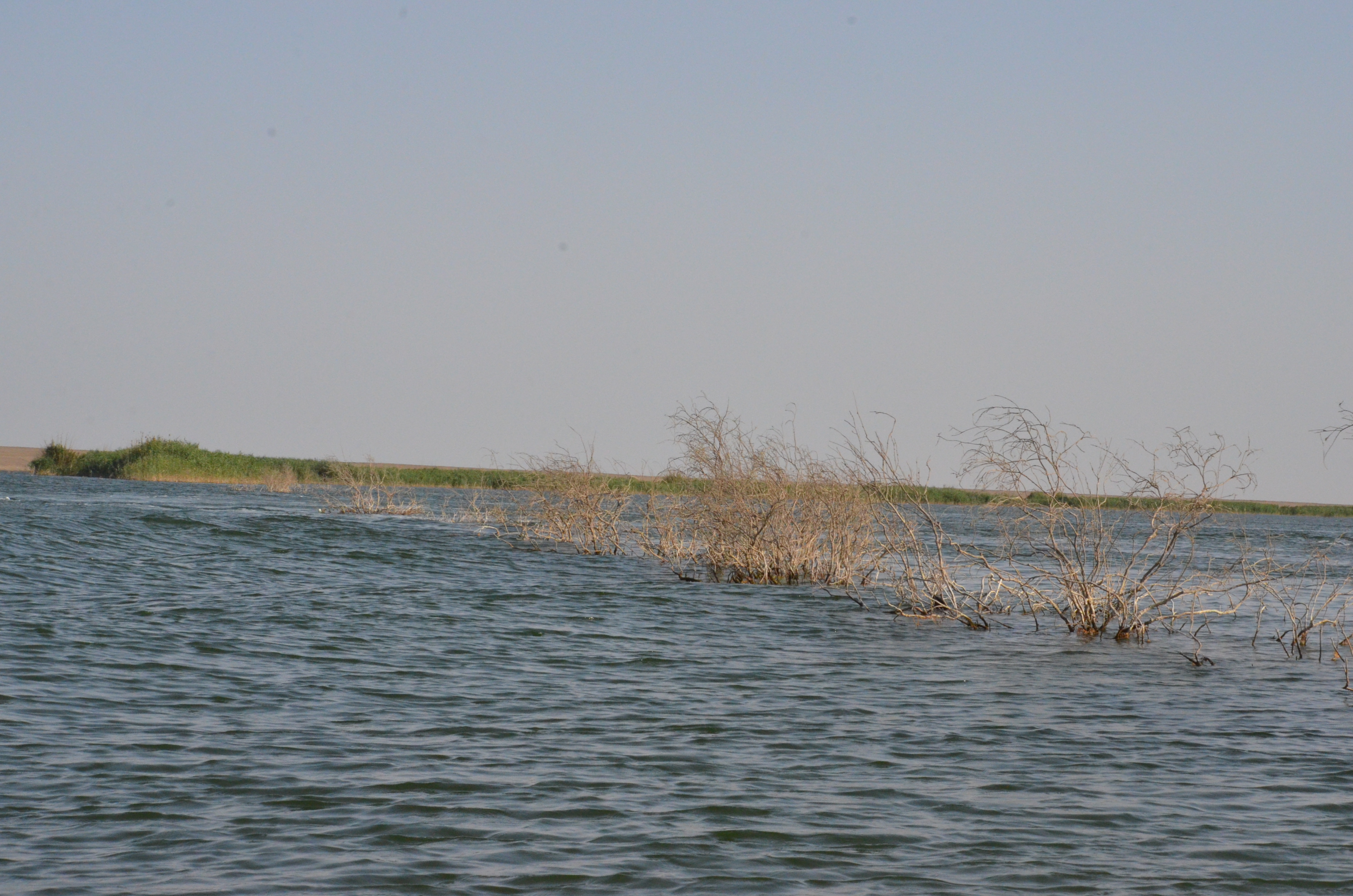
هور الدلمج

بحيرة تقع على سد العظيم في محافظة ديالى شرق العراق.
- بحيرة آمرلي

بحيرة سياحية جميلة تقع في قضاء آمرلي في محافظة صلاح الدين وسط العراق
- بحيرة القادسية

بحيرة اصطناعية نتجت بسبب حصر مياه نهر الفرات بواسطة سد حديثة تقع عند مدينة حديثة في محافظة الأنبار غرب العراق
- بحيرة المالح

بحيرة تقع في هور المالح جنوب العراق
- بحيرة سد الوند

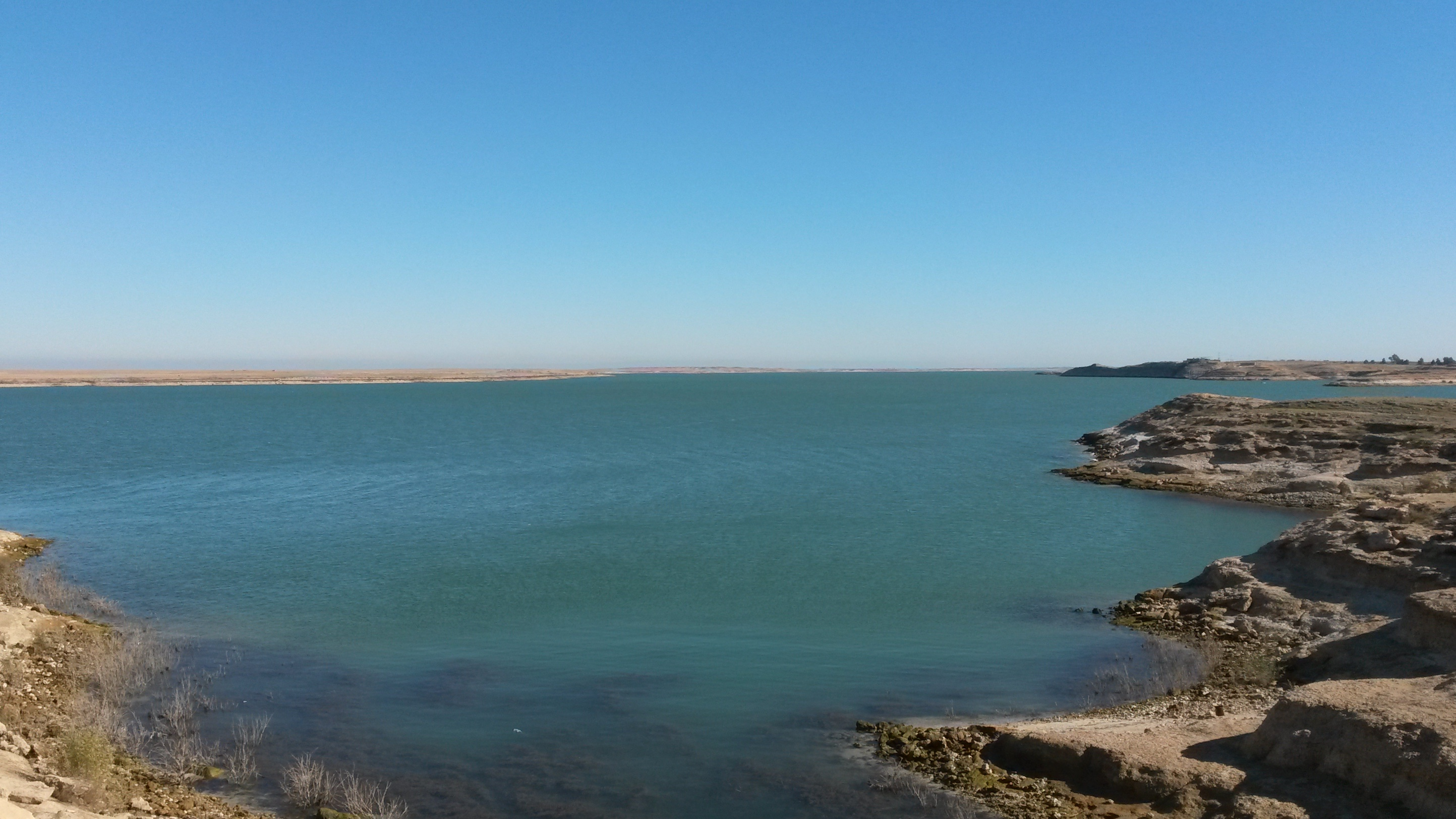
بحيرة القادسية

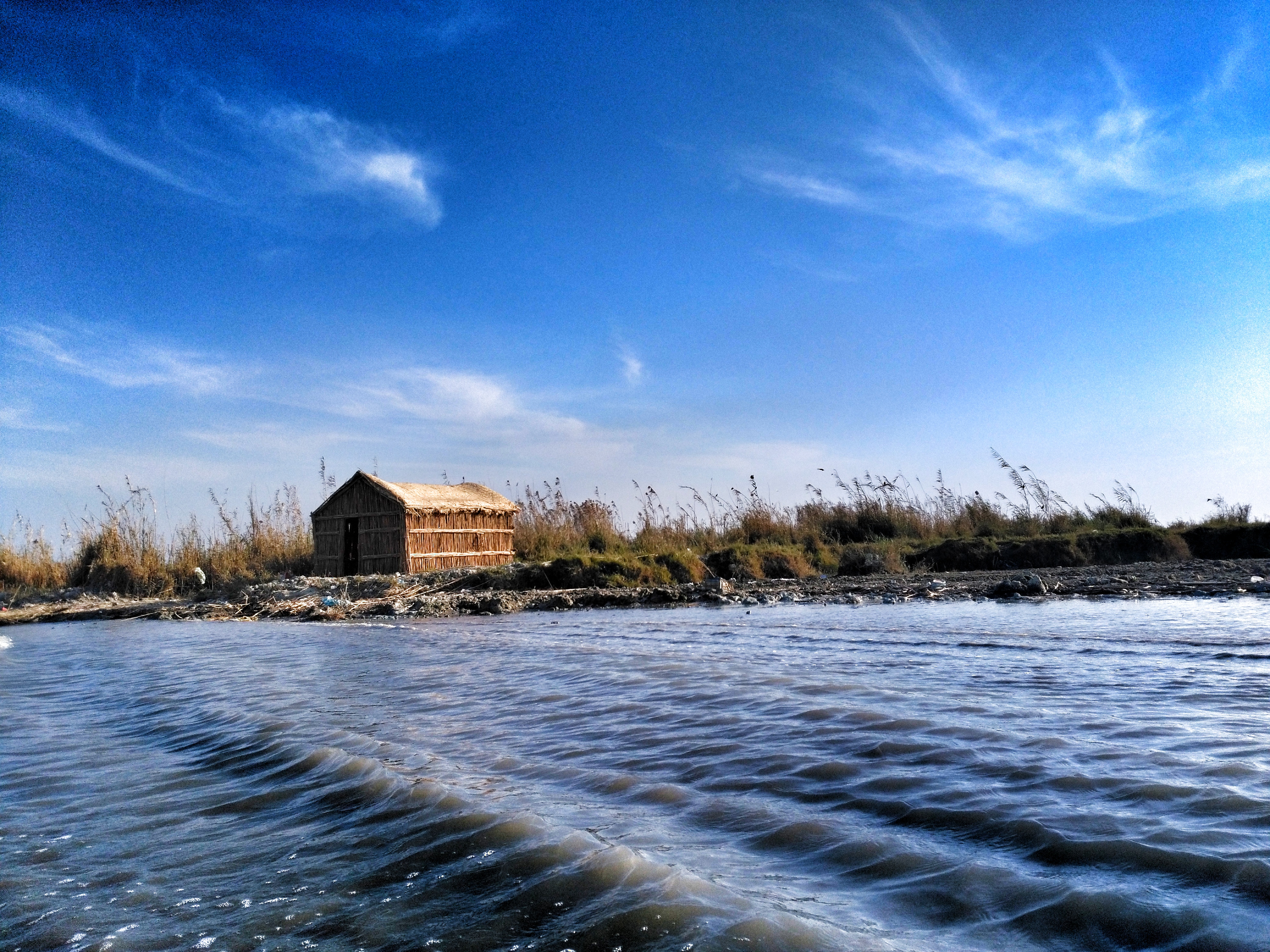
بحيرة المالح

بحيرة تكونت بعد بناء السد والأراضي المحيطة به تقع في محافظة ديالى شرق العراق
- بحيرة السكر

بحيرة صغيرة تقع في قضاء المجر الكبير في محافظة ميسان جنوب العراق

## السياحة الرياضية
تعتبر السياحة الرياضية في العراق من أقل صنوف السياحة جذباً للزوار وذلك لقلة المرافق الرياضية فيه حيث تتمثل بالبطولات الدولية التي تقام في العراق ومن هذه المرافق الرياضية ملعب الشعب الدولي ومدينة البصرة الرياضية وملعب فرانسو حريري وملعب دهوك.

## السياحة الترفيهية

### أربيل
- اكوا پارك
- حديقة باغي شار
- متنزه روناكي
- متنزه سامي عبد الرحمن
- متنزه شاندر
- متنزه گلكە ند
- متنزه منارة
- مدينة العاب عينكاوا
- مدينة العاب فاملي فان
- حديقة عينكاوا الجديدة

## السياحة التسوقية

### بغداد
- بغداد مول
- النخيل مول
- بابيلون مول
- المنصور مول
- زيونة مول
- مسواك مول
- الخليفة مول
- مول الشعب
- مول دريم ستي
- دايموند مول

### أربيل
- فاملي مول
- ماجدى مول
- رويال مول

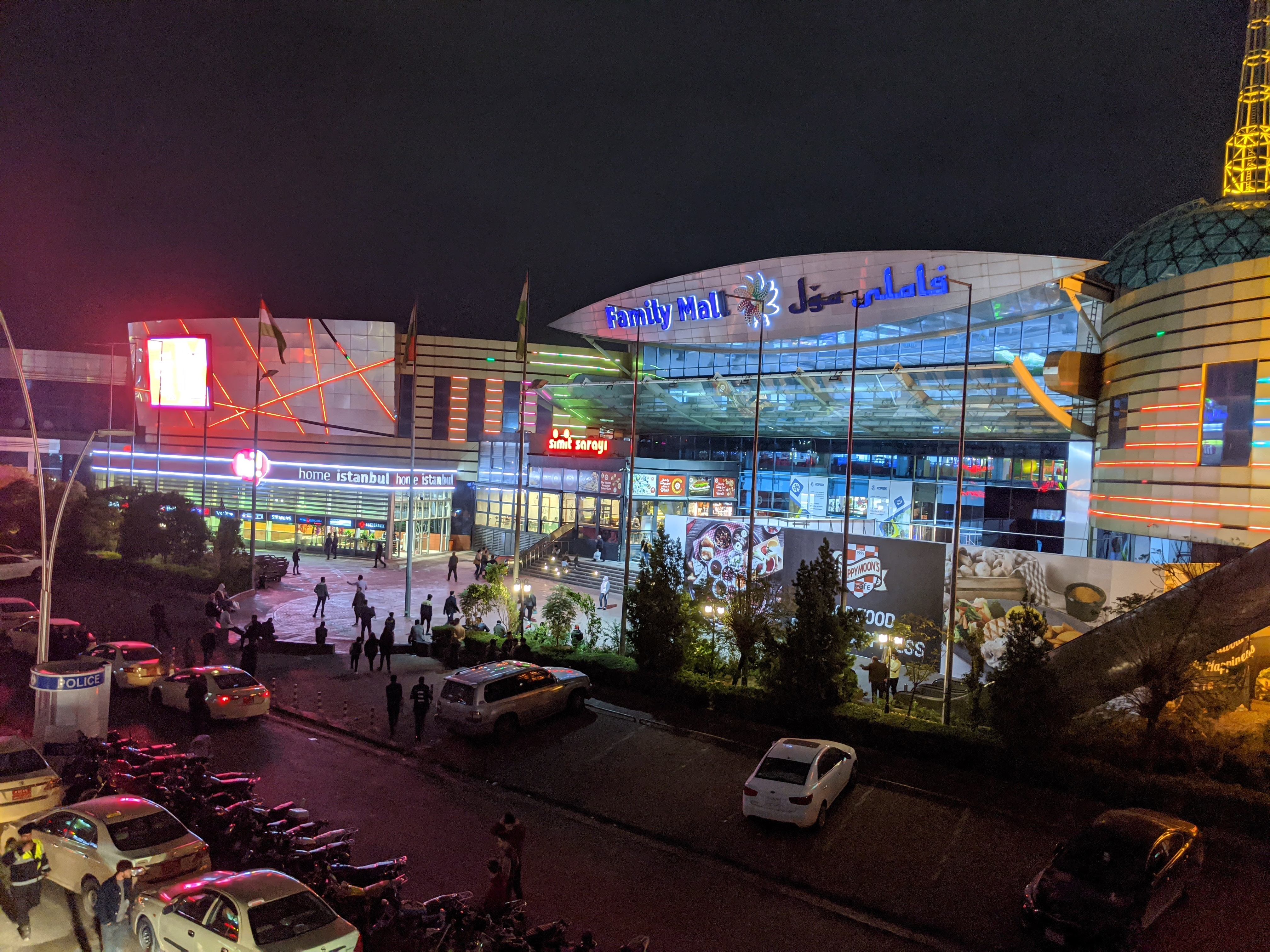
فاملي مول

- السوق الشعبي (سوق القلعة) في مركز المدينة
- سوق لنكة (أغراض مستعملة)
- ميغا مول
- سوق أسكان
- ستي سنتر مول

## السياحة العلاجية
وتتمثل بعدة عيون مائية منها
- عين التمر في كربلاء: من أبرز ما تتميز به هذه الواحة هي كثرة العيون المعدنية الموجودة فيها وتقع عين التمر إلى الجنوب الغربي من مدينة كربلاء بمسافة 67 كم وسُمّيت بعين التمر لكثرة التمر الموجود فيها تنتشر العيون ذات المياه المعدنية التي يخرج من أعماقها ويلاحظ كثرة الكائنات الحية الموجودة فيها ويمكن مشاهدتها بكل وضوح ومياه العيون هذه قليلة الملوحة بصورة عامة وهي تحتوي على الكلوريدات والكبريتات مما يجعلها غير صالحة للشرب لكنها مميزة في علاج الكثير من الأمراض الجلدية خاصة.
- حمام العليل في نينوى: ويتميز بمياهه المعدنية التي تحتوي صفات كيمياوية تصلح لمعالجة أمراض متعددة منها أمراض الروماتيزم والتهاب الفقرات والمفاصل والأمراض الجلدية ولأمراض النسائية والالتهابات والأورام المزمنة والعصبية وداء الملوك وإفرازات الغدة الدرقية
- بحيرة ساوة في محافظة المثنى: تتميز بمياهها الكبريتية المفيدة لبعض الأمراض الجلدية.
- وادي حجلان في محافظة الأنبار: يحوي الوادي عيون طبيعية تنبع من الأرض وتمتاز هذه العيون كونها كبريتية تعالج العديد من الامراض الجلدية، فضلاً عن كونها مكان استجمام يقصده كثير من الناس.

## المحميات الطبيعية
- محمية كصيبة في محافظة بغداد
- محمية المساد في محافظة الأنبار
- محمية الريم في محافظة ميسان
- محمية الإبل في محافظة المثنى
- محمية جبل هلكورد وسكران في محافظة أربيل
- محمية هالشو في محافظة السليمانية
- الأهوار في جنوب العراق

## السياحة الثقافية
العراق مهد الحضارات تزخر أرضه بالكثير من الآثار والمواقع الأثرية المختلفة والمتعددة باختلاف الحقبة والحضارات التي نشأت فيه وامتدت إليه فمنذ نشأة الخلق وجنات عدن إلى حضارات ما قبل التاريخ وحضارة أور والحضارة الأكادية والحضارات السومرية والبابلية والآشورية والآرامية والرومانية واليونانية والفارسية والإسلامية. ومن برج بابل وبوابة عشتار إلى الزقورة ومدينة الحضر وايوان كسرى والملوية والمدرسة المستنصرية وغيرها الكثير.

### بغداد
- زقورة عقرقوف
- إيوان المدائن
- طيسفون
- سلوقية
- القصر العباسي
- قصر التاج
- أبواب بغداد
- خان مرجان
- شارع المتنبي
- شارع الرشيد
- سوق الصفافير
- سوق السراي
- المدرسة المستنصرية
- المدرسة الموفقية
- ساعة القشلة
- تل الضباعي
- تل حرمل
- تل بنايا
- المتحف العراقي
- المتحف البغدادي

### نينوى
- مدينة نينوى القديمة
- مدينة كالح
- مدينة آشور
- مدينة دور شروكين
- مملكة الحضر
- لالش
- قصر سنحاريب
- قصر آشور بانيبال
- باب نرجال
- باب شمس
- بوابة المسقى
- قلعة الموصل
- قلعة تلعفر
- قره سراي
- سور الموصل
- جبل الألفاف
- جبل مار دانيال
- خان حمو القدو
- تل الرماح
- تل الطايع
- تل قوينجق
- متحف الموصل

### أربيل
- آثار جوار تاقان
- آثار قيسريان
- متحف أربيل الحضاري
- متحف وأرشيف تربية أربيل
- متحف المنسوجات الكردية (أربيل)

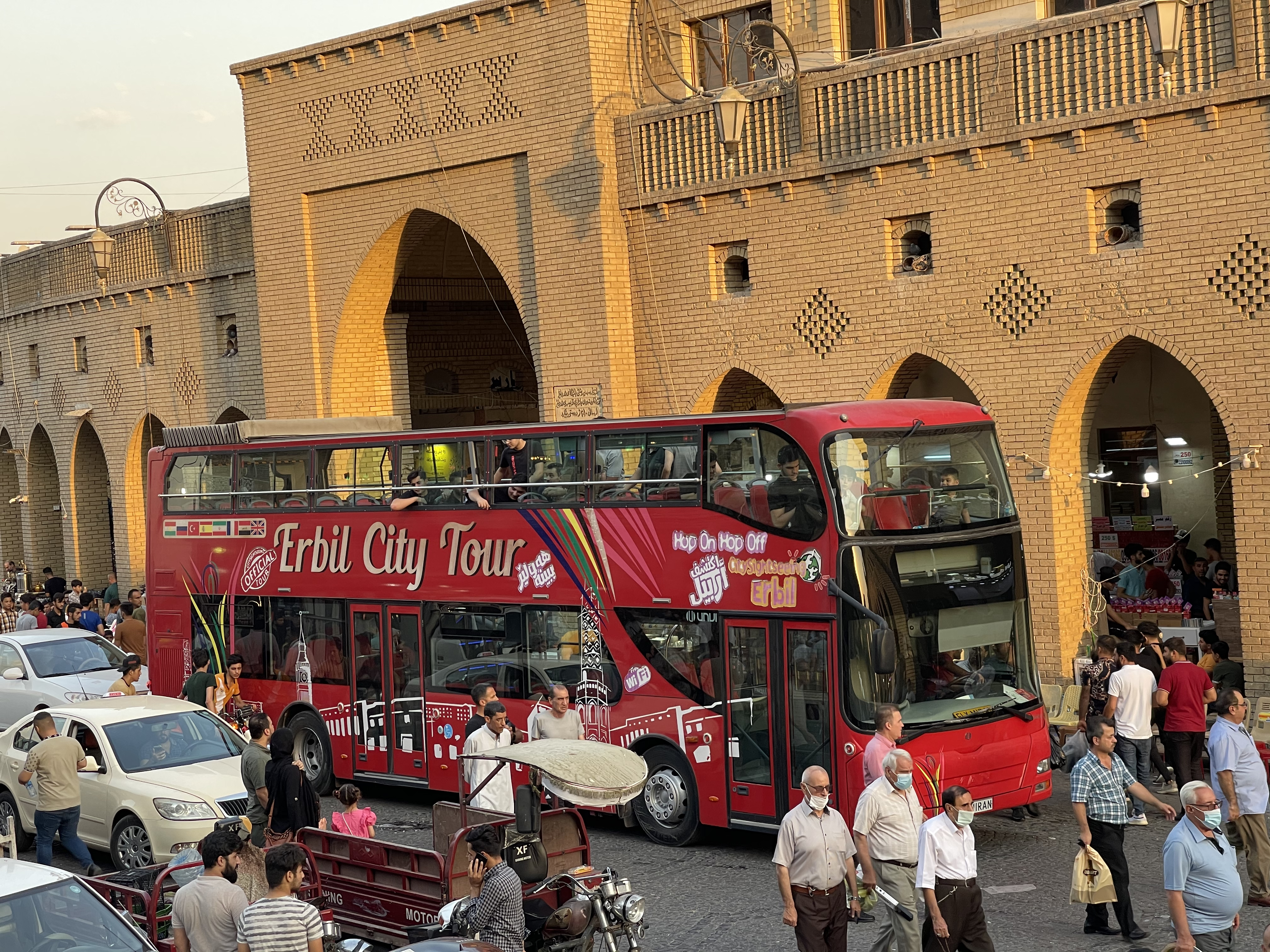
حافلة سياحية في مدينة أربيل

- متحف الأحجار الكریمة في قلعة أربيل
- متحف القلعة (أربيل)
- متحف التراث السریاني في أربيل
- المنارة المظفرية
- قيصرية أربيل
- تل عوينة
- تل قالنج آغا
- تل قصرا
- تل كلك مشك
- جوار تاقان
- حمام القلعة
- حي التعجيل
- حي العرب
- سوق القيصرية
- قشلة كوية
- قشلة مخمور
- قيصرية كوية
- كهف بويا
- كهف بستون
- كهف شاندر
- كهف هاودیان
- مدفع الأسطة رجب
- منارة الطاحونة الطينية
- مسجد قلعة أربيل
- ضريح محلة العرب في أربيل
- التلال الأثرية في أربيل

### بابل
- مدينة بابل القديمة عاصمة البابليين وتقع بالقرب من مدينة الحلة مركز المحافظة
- بوابة عشتار البوابة الرئيسية في مدينة بابل وهي بوابة النصر والاحتفالات بوابة الآلهة عشتار
- آثار بقايا حدائق بابل المعلقة من عجائب الدنيا السبع القديمة تقع بالقرب من مدينة بابل الأثرية
- أسد بابل
- قبر النبي حزقيال في جنوب بابل وهو من الأنبياء عند اليهود وعند المسلمين معروف بذو الكفل
- الكنيس اليهودي قرب قبر النبي حزقيال ويعود هذا الكنيس إلى تاريخ السبي اليهودي في بابل
- مسجد النخيلة التاريخي يقع بالقرب من قبر النبي حزقيال
- مرقد النبي أيوب الصابر والسبط بنيامين أخو النبي يوسف
- مرقد الإمام زيد بن علي بن الحسين الملقب زيد الثائر وهو إمام الزيدية
- منتجع بابل السياحي هو أحد قصور صدام سابقا
- آثار كيش أو ما يُعرف ب تل الأحيمر فيها زقورة أنير كدرمة وهي زقورة خاصة بالإله بابل آلهه الحرب
- مدينة البرس أو بورسيبا البابلية برجها المدرج علامة واضحة على عظمة المدينة
- كوثى تل إبراهيم وكان مركزا للتلقين الديني
- تل عقير وجد فيه معبد بابلي مصبوغ بألوان زاهية
- ماراد
- صورا
- جمدة نصر
- شناشيل الحلة القديمة
- سوق الكبير وهو من أقدم وأهم الأسواق في الحلة القديمة
- مراقد محافظة بابل:
- مرقد السيد محمد المنتخب بن الإمام علي الهادي
- مرقد أحمد بن موسى الكاظم
- مرقد الجواد بن موسى الكاظم
- مرقد سيد علي بن طاووس
- مرقد نبي الله ذو الكفل
- مرقد نبي الله أيوب
- مقام ومولد نبي الله إبراهيم الخليل
- مرقد السيد أبو بكر بن علي بن أبي طالب
- مرقد السيد زيد بن علي السجاد
- مرقد السيد عبد الله بن زيد
- مرقد السيدة شريفة بنت الحسن
- مرقد السيد إسماعيل بن موسى بن جعفر بن محمد بن علي بن الحسين بن علي
- مرقد السيد إدريس بن موسى الكاظم
- مرقد السيد يعسوب الدين بن الكاظم
- مرقد بنات الحسن في منطقة المهناوية مقام نبي الله إبراهيم الخليل
- مرقد السيد عمران بن الإمام علي بن أبي طالب
- مرقد العلوية هدية بنت الإمام الحسن العسكري
- مرقد السيد محسن بن الإمام الكاظم
- مرقد السيد إبراهيم ابن الإمام الرضا
- مرقد السيد أحمد بن الإمام الحسن
- مرقد بنات الحسن
- مرقد العلوية حسنة بنت الإمام الحسن
- مرقد العلوية فاطمة بنت الأم الحسن
- مرقد السيد سيف الدين من ذرية الإمام موسى الكاظم
- مرقد السيد إبراهيم بن موسى الكاظم
- مرقد السيد الحسن بن عبد الله بن الفضل بن العباس بن علي بن أبي طالب
- مرقد الإمام الحمزة الغربي
- مرقد الإمام القاسم بن الإمام موسى الكاظم

### النجف
- مقبرة وادي السلام تعتبر من أقدم وأكبر المقابر في العالم وهي الآن ضمن قوائم التراث العالمي
- مرقد الامام علي بن أبي طالب عليه السلام
- الحوزة العلمية في مدينة النجف القديمة
- مسجد الكوفة وهو من أقدم المساجد الإسلامية في العالم
- قصر الإمارة وهو مكان سكن للولاة والعمال على ولاية الكوفة القديمة
- بيت الإمام علي بن أبي طالب عليه السلام في الكوفة
- مسجد السهلة هو من المساجد المشهورة التي بُنيت في القرن الهجري الأول
- مسجد الحنانة وفيه وضع رأس الحسين بن علي علية السلام خلال سبي نساء أهل البيت من كربلاء إلى الكوفة
- مدينة الحيرة التاريخية عاصمة مملكة المناذرة
- الأديرة الكنائس المسيحية القديمة والتي تعتبر من أقدم الكنائس بتاريخ تعود للقرن الأول الميلادي
- كنيسة هند بنت النعمان ملك المناذرة بالقرب من مطار النجف
- أكبر مقبرة للمسيحين في العراق وجدت آثارها في النجف تسمى مقبرة أم خشم
- قصر الخورنق وقصر السدير بالقرب من الحيرة
- بحر النجف وغابات النخيل من حوله
- مرقد مسلم بن عقيل بن أبي طالب عليهم السلام
- آثار مكان طوفان النبي نوح قرب مسجد السهلة
- مرقد الصحابي الجليل صافي صفا
- مرقد الصحابي الجليل ميثم التمار
- مرقد أنبياء الله هود وصالح وآدم عليهم السلام في مرقد الإمام علي بن أبي طالب

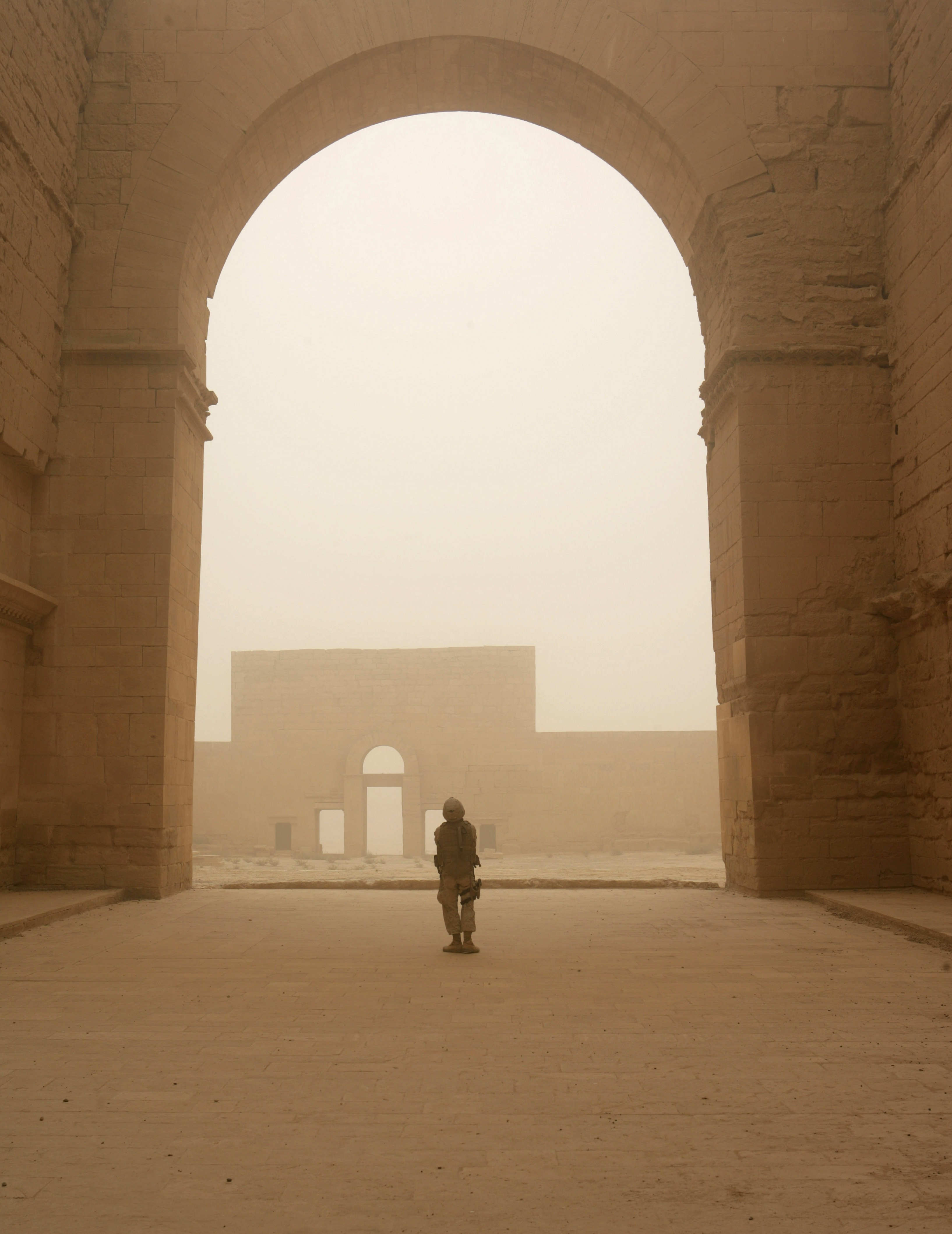
اثار الحضر
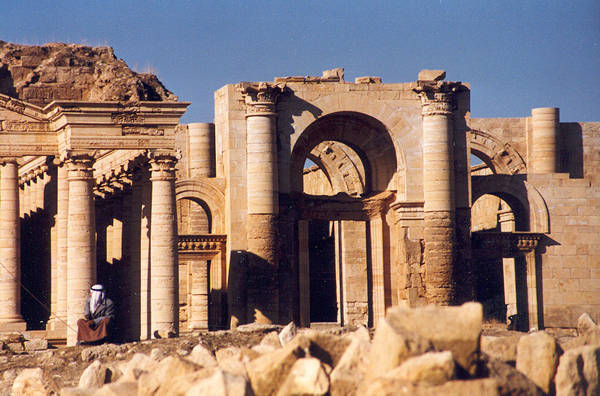
اثار الحضر
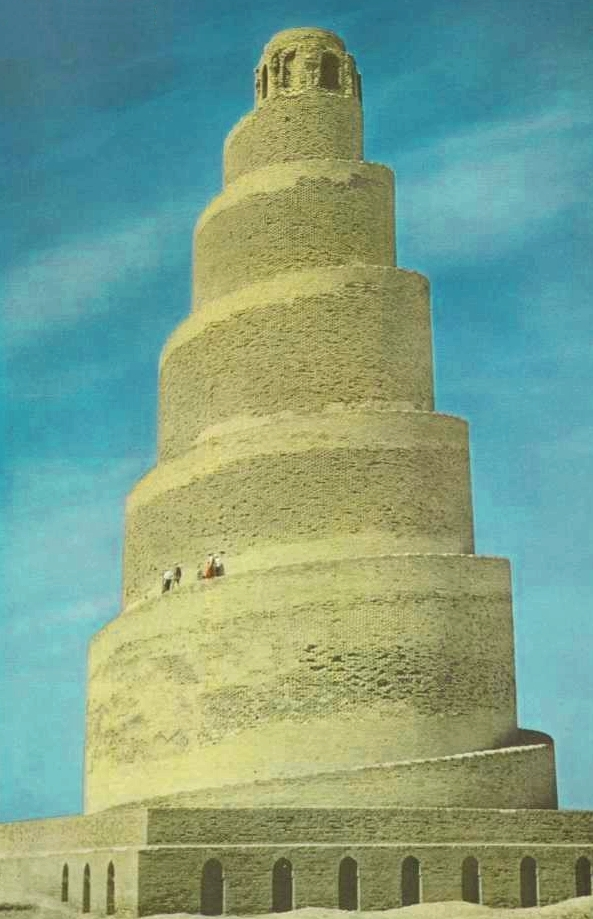
ملوية سامراء
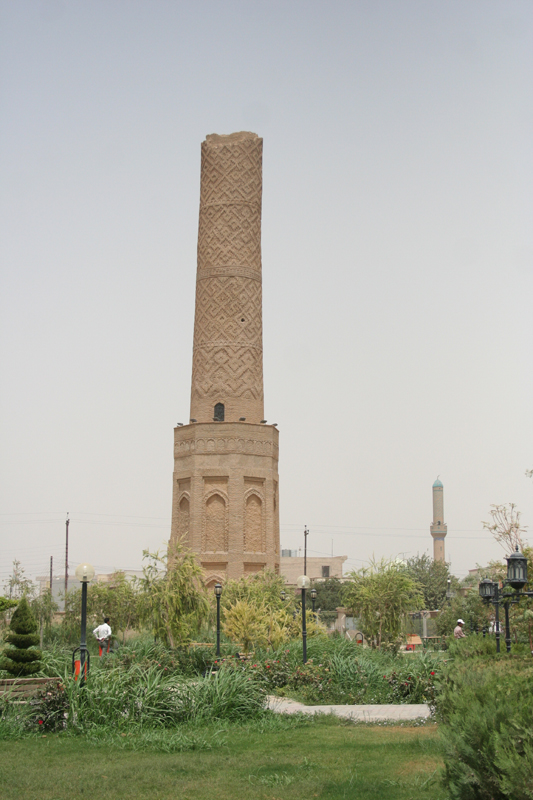
المنارة المضفرية
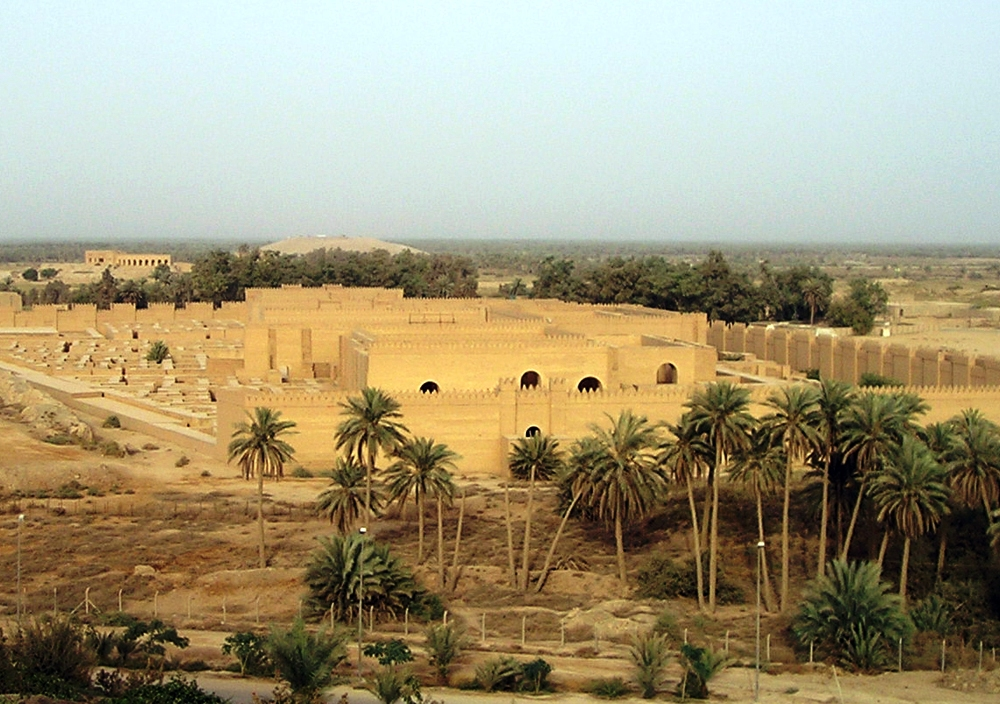
مدينة بابل الأثرية
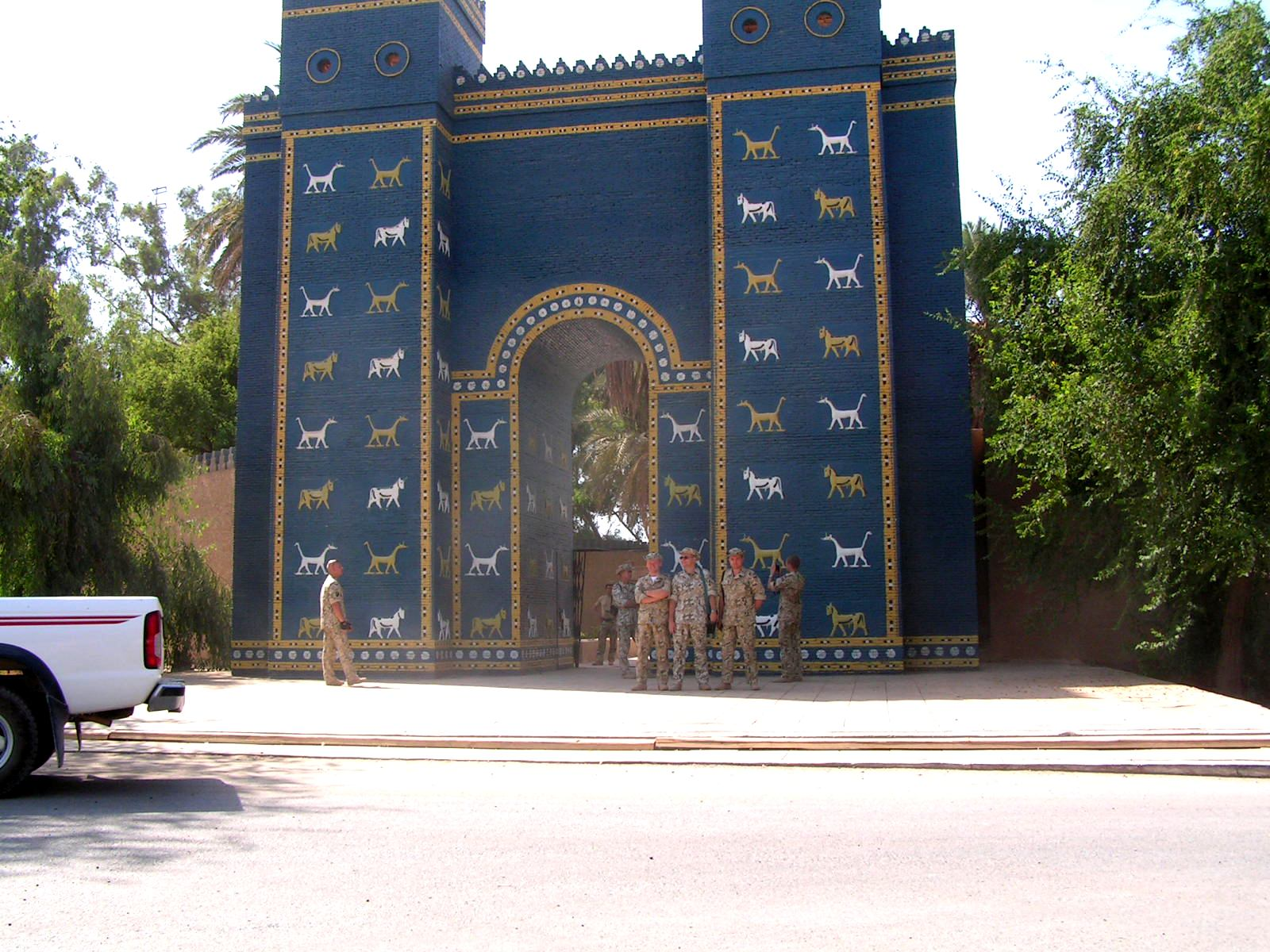
نسخة عن بوابة عشتار في مدينة بابل الأثرية
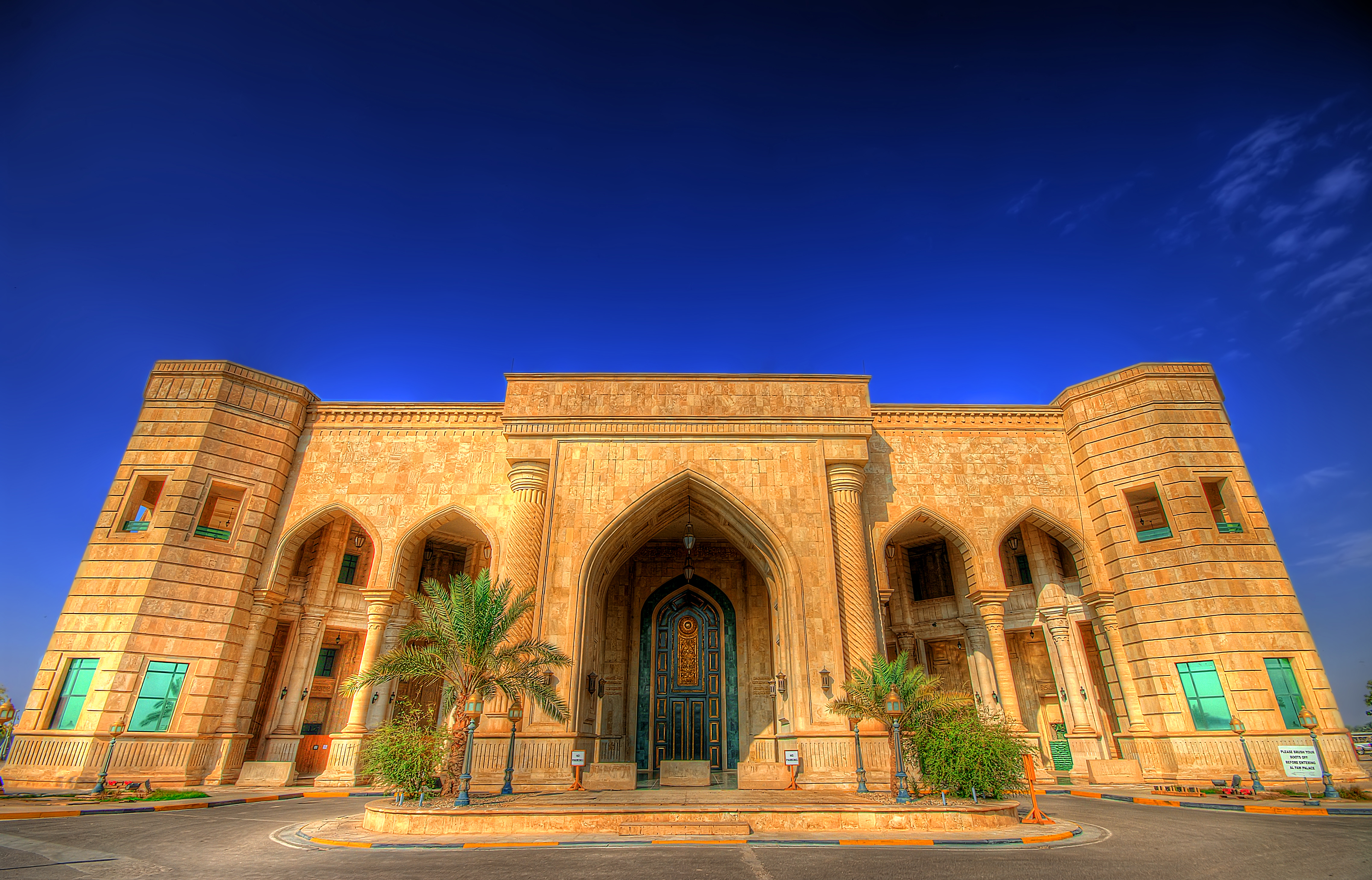
أحد قصور صدام
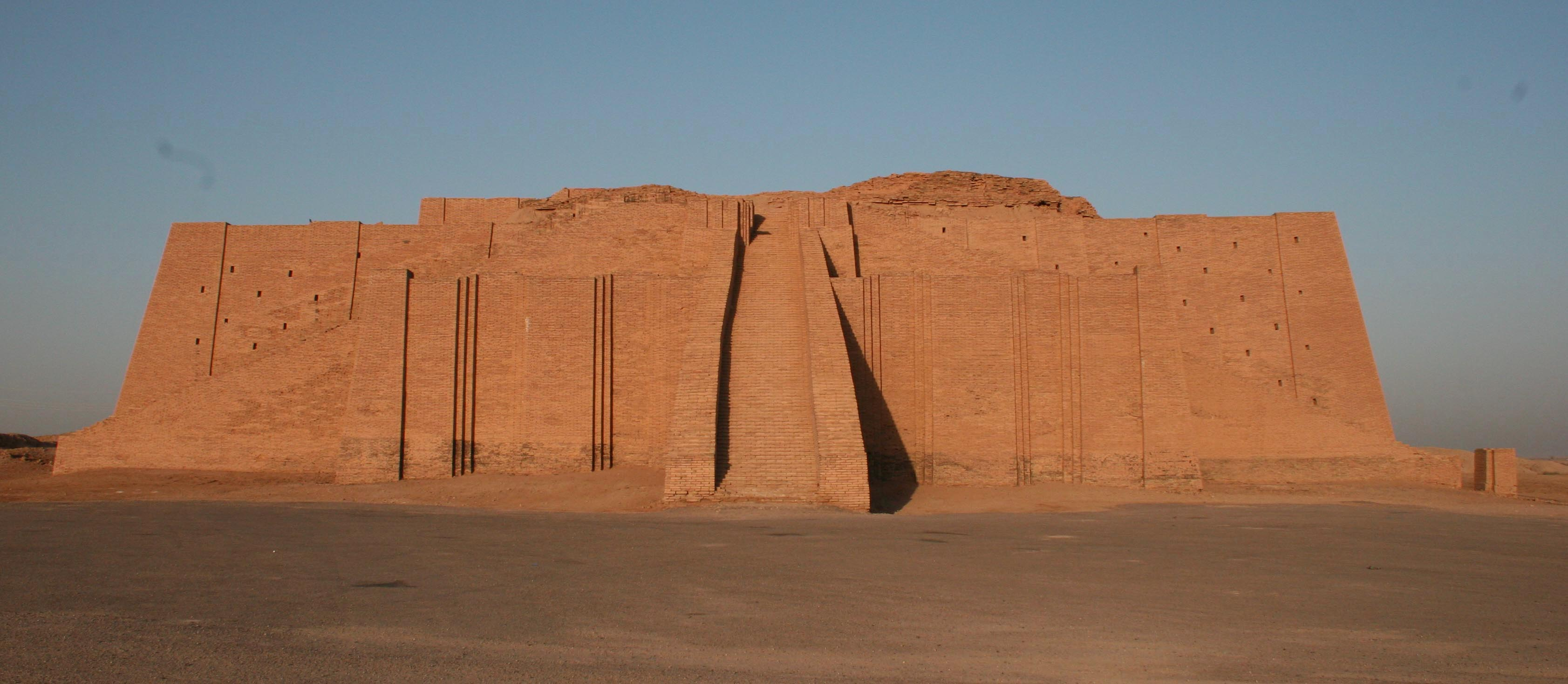
زقورة اور

## قلاع العراق
| - طاق كسرى في قضاء المدائن طيفوسون في محافظة بغداد. - قلعة أربيل في مركز مدينة أربيل مركز محافظة أربيل. - قلعة كركوك في مركز مدينة كركوك مركز محافظة كركوك - حصن الأخيضر في محافظة كربلاء - قلعة ذرب في محافظة الديوانية - قلعة الموصل في محافظة نينوى - قلعة سنجار في محافظة نينوى - قلعة تلعفر في محافظة نينوى - قلعة هيت في محافظة الأنبار - قلعة أم الرؤوس في محافظة الأنبار - قلعة سروجك في محافظة السليمانية - قلعة شيروانة في محافظة السليمانية - قلعة الناي في محافظة ديالى - قلعة سفيد في محافظة ديالى |

### قلاع أربيل
- قلعة إيج
- قلعة خانزاد
- قلعة دوين
- قلعة ديري
- قلعة بوكد
- قلعة آكويان
- قلعة شيلة

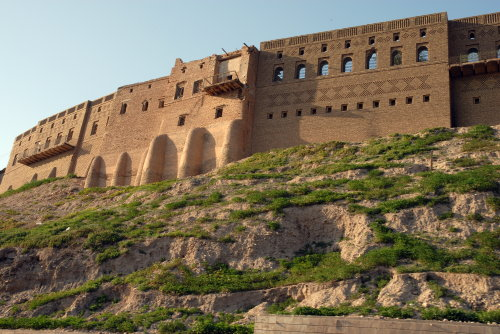
قلعة اربيل
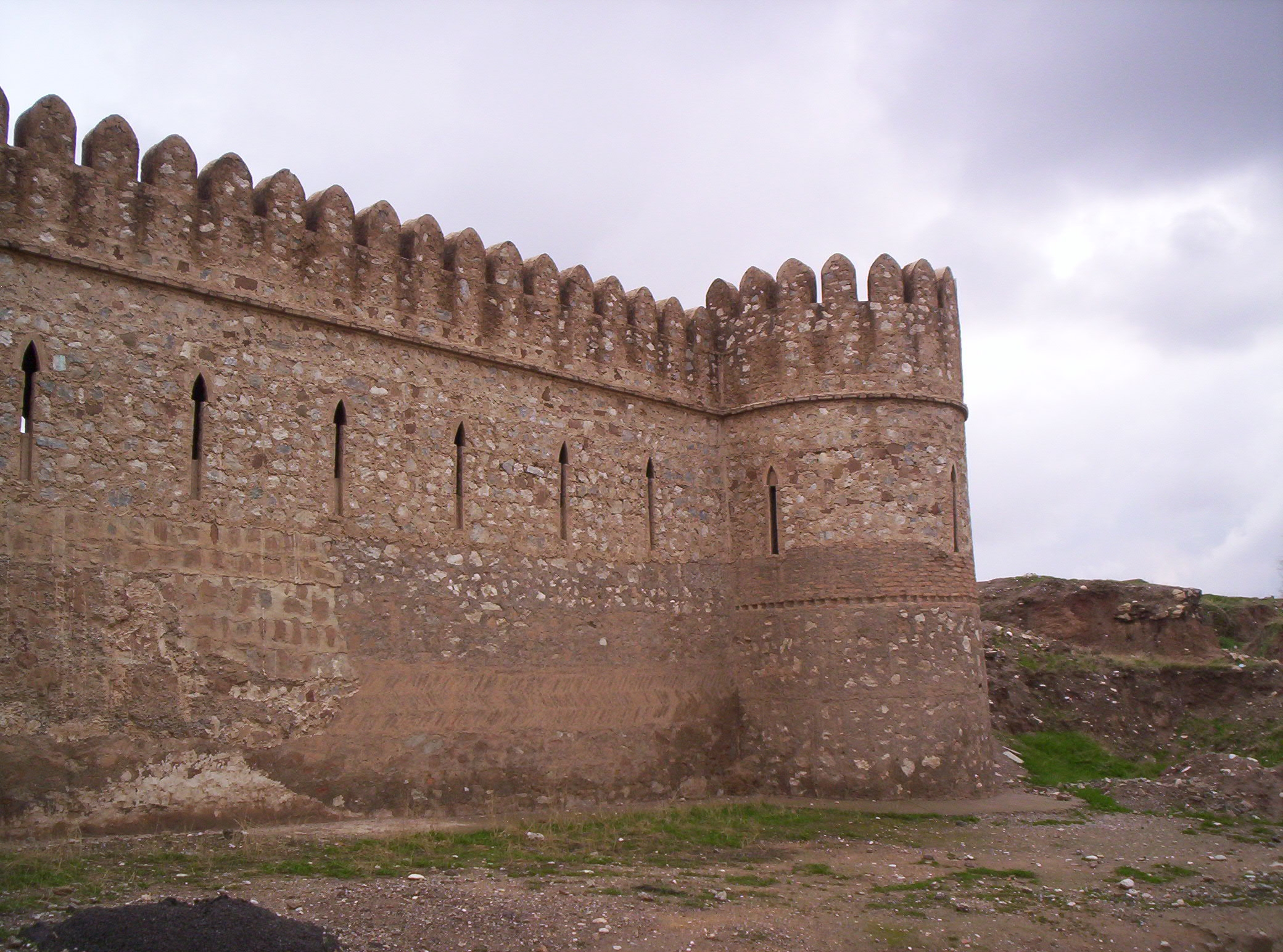
قلعة كركوك
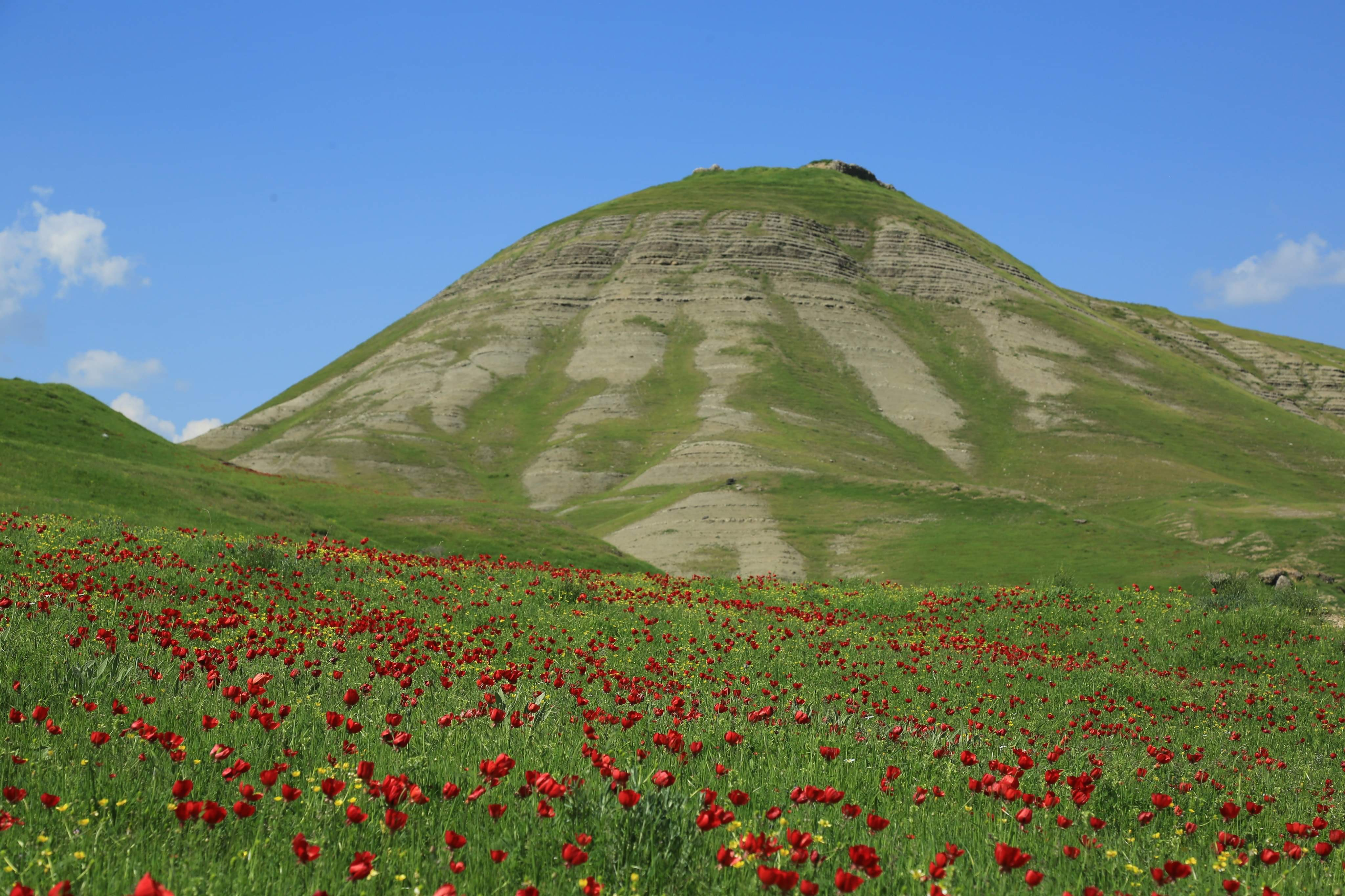
قلعة الأمير الكبير (قلعة إيج)
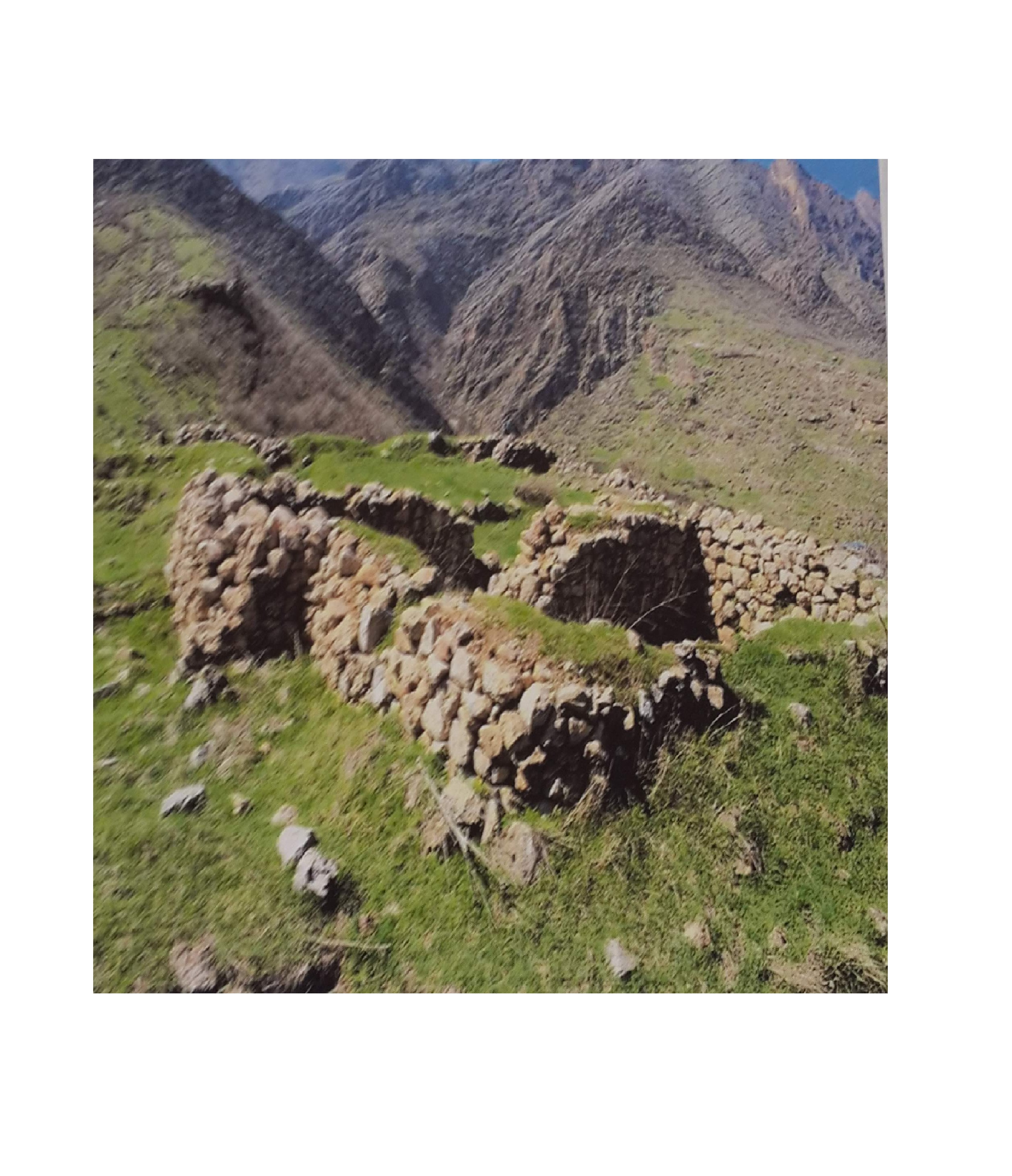
بقايا قلعة آكويان

## النصب التذكارية والتمثالية
- نصب الحرية
- نصب الجندي المجهول
- نصب الشهيد
- نصب إنقاذ الثقافة العراقية
- قوس النصر
- نصب كهرمانة
- نصب المقاتل العراقي
- نصب بغداد
- نصب الفانوس السحري
- تمثال شهريار وشهرزاد
- تمثال الجنية والصياد
- تمثال الفارس العربي
- تمثال بساط الريح
- تمثال الحصان
- تمثال ساحة عباس بن فرناس
- تمثال المتنبي
- تمثال أبو نؤاس
- تمثال الفراهيدي
- تمثال أبو جعفر المنصور
- تمثال الكندي
- تمثال الرازي
- تمثال حمورابي
- تمثال معروف الرصافي
- تمثال بدر شاكر السياب

## المتاحف العراقية
- المتحف العراقي
- متحف التاريخ الطبيعي
- متحف الفن التشكيلي
- المتحف البغدادي
- متحف الموصل
- متحف الناصرية
- متحف البصرة الحضاري
- متحف أربيل الحضاري
- متحف دهوك الوطني
- متحف السليمانية
- متحف السماوة
- متحف تكريت
- متحف نبوخذ نصر
- متحف كرميان للفولكلور
- متحف الطفل العراقي
- متحف البريد العراقي

## المهرجانات العراقية
- مهرجان بابل الدولي وقد تم تأسيس المهرجان عام 1985 من قبل وزارة الثقافة العراقية وتوقّف المهرجان عام 2003. كان المهرجان يشتمل على فعاليات عديدة مثل الغناء والرقص الشعبي ومشاركة فرق أجنبية وعرض أفلام سينمائية وغيرها من الفقرات الثقافية. تمت إعادة النظر في المهرجان عام 2010 من قِبل الحكومة المحلية في بابل وتخلّى أعضاء منها عن موقفهم الداعم للمهرجان، في وقت انتشرت فيه لافتات في شوارع المدينة تحذر من إقامة المهرجان في موعده من الثاني وحتى الرابع من تشرين في عام 2010.
- مهرجان بغداد للتسوق الذي يُقام على أرض معرض بغداد الدولي في مدينة بغداد في جمهورية العراق سنويا ولمدة إسبوع من أجل الترويج التسويقي والسياحي في العراق بدأ المهرجان لأول مرة عام 2015. إلى جانب مساهمته في ترسيخ المكانة المتفرّدة لبغداد كوجهة للتسوّق، وليكون داعما قويّا لاقتصاد المحافظة في ظل جاذبيته وقدرته على استقطاب أعداد متزايدة من الزوّار والسيّاح سواء من داخل الدولة أو من خارجها كل عام.
- مهرجان الربيع في الموصل وهو أحد أشهر المهرجانات الثقافية والطبيعية في العراق توقف بعد 2003 ثم عاد المهرجان مرة أخرى 2018.
- مهرجان بغداد الدولي للزهور وهو مهرجان دولي تقيمه دائرة أمانة بغداد في الخامس عشر من نيسان من كل عام ابتداءً من عام 2009 لعرض أنواع من الزهور من مختلف بلدان العالم حيث تشارك فيه الكثير من البلدان العربية والعالمية ودوائر البلدية والدوائر الزراعية العراقية.

## إحصائيات

### أعداد الزوار حسب السنة
قائمة أعداد الزوار الوافدين إلى العراق بالنسبة للسنة حسب إحصاء منظمة السياحة العالمية.
| السنة       | أعداد الزوار |
| ----------- | ------------ |
| 1995        | 61,000       |
| 1996        | 51,000       |
| 1997        | 15,000       |
| 1998        | 45,000       |
| 1999        | 30,000       |
| 2000        | 78,000       |
| 2001        | 127,000      |
| 2002 - 2007 | -            |
| 2008        | 864,000      |
| 2009        | 1,262,000    |
| 2010        | 1,518,000    |
| 2011        | 1,510,000    |
| 2012        | 1,111,000    |
| 2013        | 892,000      |

### أعداد الزوار حسب الجنسية لعام 2013
| الجنسية         | أعداد الزوار | الجنسية    | أعداد الزوار | الجنسية   | أعداد الزوار | الجنسية      | أعداد الزوار |
| --------------- | ------------ | ---------- | ------------ | --------- | ------------ | ------------ | ------------ |
| سورية           | 100          | إماراتية   | 20           | يمنية     | 86           | مصرية        | 5            |
| صومالية         | 101          | إيرانية    | 787195       | باكستانية | 38081        | افغانية      | 8857         |
| اذرية           | 15490        | هندية      | 25726        | سريلانكا  | 32           | منيمار       | 117          |
| سنغافورية       | 5            | تركية      | 969          | أندونيسية | 208          | أوزبكستانية  | 19           |
| داغستانية       | 24           | هولندية    | 37           | فرنسية    | 105          | المانية      | 36           |
| النرويجية       | 7            | البرتغالية | 5            | بريطانية  | 646          | روسية        | 96           |
| أمريكية         | 467          | كندية      | 300          | تنزانية   | 113          | كينية        | 36           |
| مدغشقر          | 49           | موزمبيقية  | 10           | مورسيوش   | 20           | جنوب أفريقية | 80           |
| أسترالية        | 155          | ملاوي      | 5            | ملاغاس    | 5            | أوكرانية     | 15           |
| متعددة الجنسيات | 12629        | المجموع    | 891836       |           |              |              |              |